# Nekropole von Gizeh

Der Pyramidenkomplex von Gizeh

Die Nekropole von Gizeh ist neben Sakkara und Theben die bedeutendste Begräbnisstätte des Alten Ägypten. Erste Bestattungen fanden hier bereits zwischen der 1. und 3. Dynastie statt. Zu großer Bedeutung gelangte sie während der 4. Dynastie, als die Pharaonen Cheops, Chephren und Mykerinos Gizeh als Standort für ihre Pyramiden wählten. Neben den Pharaonen wurden hier auch ihre Familienmitglieder sowie Beamte und Priester bestattet. Bis zum Ende des Alten Reiches in der 6. Dynastie entstanden hier mehrere hundert Gräber. Danach verlor Gizeh an Bedeutung, fand aber während der Spätzeit im Zuge einer allgemeinen Rückbesinnung auf die ägyptische Vergangenheit noch einmal Verwendung als Begräbnisstätte.

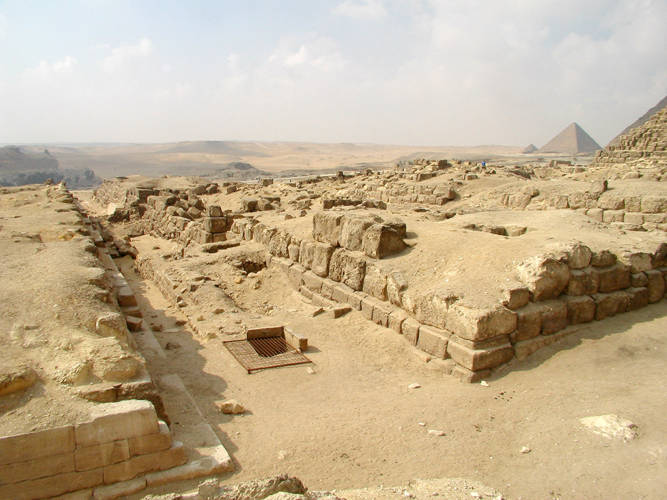
Mastabas auf dem Ostfriedhof der Cheops-Pyramide
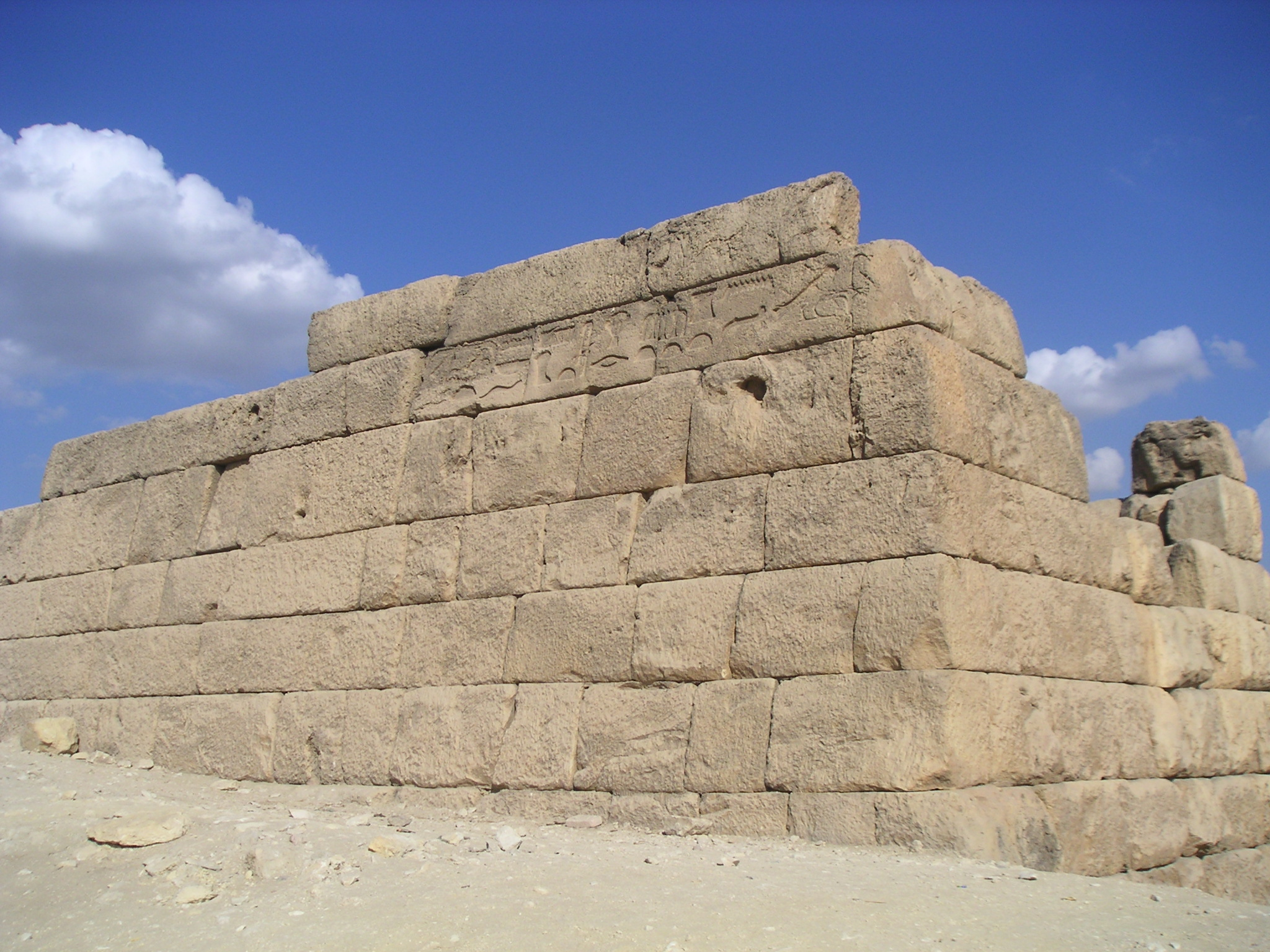
Die Mastaba des Chaefchufu I. auf dem Ostfriedhof der Cheops-Pyramide

## Westfeld

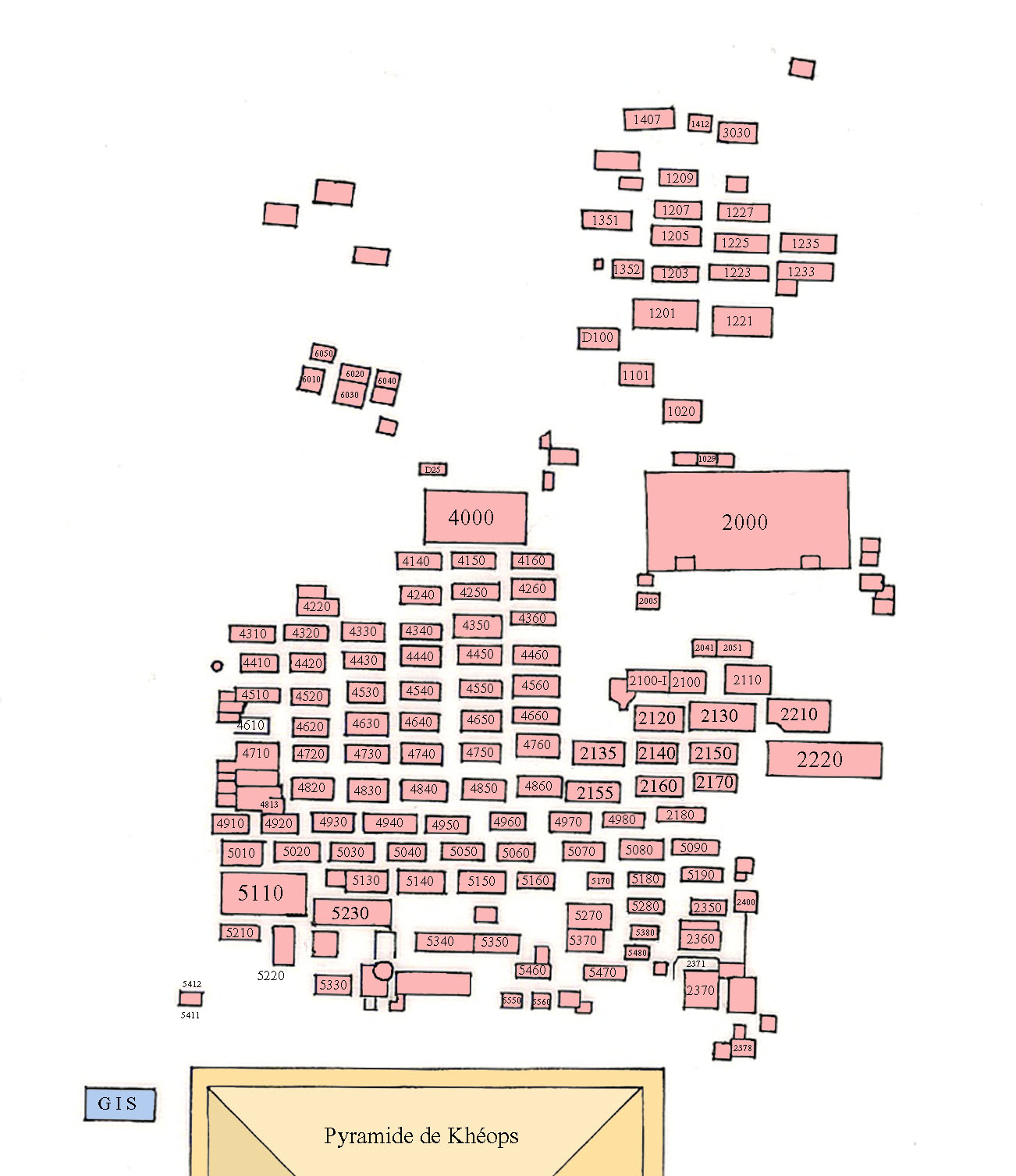
Der Westfriedhof

### Abu-Bakr-Grabung (1953)
| Grab-Nr. | Typ            | Name des Besitzers | Titel des Besitzers | Entstehungszeit | Anmerkungen |
| -------- | -------------- | ------------------ | ------------------- | --------------- | ----------- |
|          | Ziegel-Mastaba | Meschaef           |                     | 5./6. Dynastie  |             |
|          | Stein-Mastaba  | Tepaseneb          |                     | 5./6. Dynastie  |             |
|          | Ziegel-Mastaba | Senenu             |                     | 5./6. Dynastie  |             |

### Abu-Bakr-Grabung (1950–51)
| Grab-Nr. | Typ                                         | Name des Besitzers                             | Titel des Besitzers | Entstehungszeit         | Anmerkungen                                                                                 |
| -------- | ------------------------------------------- | ---------------------------------------------- | --- | ----------------------- | ------------------------------------------------------------------------------------------- |
|          | Ziegel-Mastaba                              | Mehi                                           | Brauer | Spätes Altes Reich      | Eine hier gefundene Statue des Grabbesitzers befindet sich heute im UNESCO-Gebäude in Paris |
| LG 19    | Stein-Mastaba umgeben von einer Ziegelmauer | Ipi                                            | | 5. Dynastie oder später |                                                                                             |
| LG 20–21 | Stein-Mastaba umgeben von einer Ziegelmauer | Persen und Irukachufu; Neshut, Frau des Persen | Persen: Größter der Zehn von Oberägypten, Schreiber der königlichen Dokumente, Aufseher aller Arbeiten des Königs Irukachufu: Aufseher der Pyramidenstadt des Chufu | Frühe 5. Dynastie       |                                                                                             |

### Abu-Bakr-Grabung (1949–50), Westteil
| Grab-Nr. | Typ                                                    | Name des Besitzers                    | Titel des Besitzers              | Entstehungszeit                   | Anmerkungen |
| -------- | ------------------------------------------------------ | ------------------------------------- | -------------------------------- | --------------------------------- | ----------- |
|          | Mastaba, teils aus Stein, teils aus Ziegeln            | Achethotep und dessen Frau Hemetachti | Größter der Zehn von Oberägypten | 6. Dynastie                       |             |
|          | Stein-Mastaba                                          | Nihetepchnum und dessen Frau Chenti   | Gottesdiener des Chufu           | 5. Dynastie oder später           |             |
|          | Ziegel-Mastaba                                         | Sepni; Neferihy (Frau des Sepni?)     |                                  | Ende der 5. Dynastie oder später  |             |
|          | Mastaba bestehend aus Schuttkern mit Ziegelverkleidung | Neferi                                |                                  | Mitte der 5. Dynastie oder später |             |
|          | Stein-Mastaba                                          | Abdu und dessen Frau Reputka          | Wab-Priester des Königs          | 6. Dynastie                       |             |

### Abu-Bakr-Grabung (1952)
| Grab-Nr. | Typ | Name des Besitzers                     | Titel des Besitzers     | Entstehungszeit | Anmerkungen |
| -------- | --- | -------------------------------------- | ----------------------- | --------------- | ----------- |
|          |     | Senenu und dessen Frau Ancherefenedjes | Wab-Priester des Königs | 5. Dynastie     |             |
|          |     | Katep und dessen Frau Tepemneferet     | Wab-Priester des Königs | 5. Dynastie     |             |

### Nekropole G 1000
| Grab-Nr. | Typ           | Name des Besitzers              | Titel des Besitzers                                                          | Entstehungszeit                        | Anmerkungen                                                                                 |
| -------- | ------------- | ------------------------------- | ---------------------------------------------------------------------------- | -------------------------------------- | ------------------------------------------------------------------------------------------- |
| G 1008   | Stein-Mastaba | Schepseskafanch                 |                                                                              | 5. Dynastie                            |                                                                                             |
| G 1011   | Stein-Mastaba |                                 |                                                                              | 5. Dynastie                            |                                                                                             |
| G 1012   | Stein-Mastaba | Sedaug                          | Wab-Priester des Königs, Gottesdiener des Sahure und der Pyramide des Sahure | Mitte 5. bis 6. Dynastie               | Mehrere Fundstücke aus diesem Grab befinden sich heute im Kunsthistorischen Museum in Wien. |
| G 1020   | Stein-Mastaba | Messa                           |                                                                              | Späte 4. oder erste Hälfte 5. Dynastie | Zwei hier gefundene Statuen befinden sich heute im Berkeley Museum.                         |
| G 1021   |               |                                 |                                                                              | zweite Hälfte 5. oder 6. Dynastie      | Eine hier gefundene Statuette befindet sich heute im Museum of Fine Arts in Boston.         |
| G 1026   |               | Ma                              |                                                                              | 5.–6. Dynastie                         |                                                                                             |
| G 1029   | Stein-Mastaba | Sechemka                        | Gottesdiener des Re, des Cheops und des Sonnentempels von Niuserre           | Ende 5. oder 6. Dynastie               |                                                                                             |
| G 1032   |               | Hetepib und dessen Frau Setepet |                                                                              | 6. Dynastie                            | Mehrere Fundstücke aus diesem Grab befinden sich heute im Berkeley Museum.                  |
| G 1036   |               |                                 |                                                                              | späte 5. oder 6. Dynastie              | Eine Schreiber-Statue aus diesem Grab befindet sich heute im Berkeley Museum.               |
| G 1039   | Stein-Mastaba |                                 |                                                                              | späte 5. oder 6. Dynastie              | Mehrere hier gefundene Statuen befinden sich heute im Berkeley Museum.                      |
| G 1040   | Stein-Mastaba |                                 |                                                                              | späte 5. oder 6. Dynastie              | Eine hier gefundene Statue befindet sich heute im Ägyptischen Museum in Kairo.              |
| G 1047   | Stein-Mastaba | Nianchmin                       | Gottesdiener der Pyramiden von Menkauhor und Niuserre                        | 6. Dynastie                            |                                                                                             |
| G 1061   |               |                                 |                                                                              | spätes Altes Reich                     | Eine hier gefundene Opfertafel befindet sich heute im Berkeley Museum.                      |
| G 1062   |               |                                 |                                                                              | spätes Altes Reich                     | Ein hier gefundenes Libations-Bassin befindet sich heute im Ägyptischen Museum in Kairo.    |

### Nekropole G 1100
| Grab-Nr. | Typ            | Name des Besitzers               | Titel des Besitzers                                                | Entstehungszeit                 | Anmerkungen                                                                                     |
| -------- | -------------- | -------------------------------- | ------------------------------------------------------------------ | ------------------------------- | ----------------------------------------------------------------------------------------------- |
| G 1104   | Ziegel-Mastaba | Messa                            |                                                                    | späte 5. Dynastie               | Eine hier gefundene Statue des Verstorbenen befindet sich heute im Ägyptischen Museum in Kairo. |
| G 1105   | Ziegel-Mastaba |                                  |                                                                    | späte 5. Dynastie               | Eine hier gefundene Statue eines Zwerges befindet sich heute im Ägyptischen Museum in Kairo.    |
| G 1109   |                |                                  |                                                                    | späte 4. oder frühe 5. Dynastie | Eine hier gefundene Statuen-Gruppe befindet sich heute im Berkeley Museum.                      |
| G 1111   |                |                                  |                                                                    | 5.–6. Dynastie                  | Einige Fundstücke aus diesem Grab befindet sich heute im Berkeley Museum.                       |
| G 1151   |                | Qednefer und dessen Frau Hemetre | Gottesdiener des Re, des Cheops und des Sonnentempels von Niuserre | Ende 5. Dynastie oder später    | Eine hier gefundene Statuen-Gruppe befindet sich heute im Berkeley Museum.                      |
| G 1152   |                |                                  |                                                                    | Ende 5. oder 6. Dynastie        | Eine hier gefundene Holz-Statuette befindet sich heute im Berkeley Museum.                      |
| G 1157   |                |                                  |                                                                    | 5. Dynastie                     | Eine hier gefundene Statuette befindet sich heute im Ägyptischen Museum in Kairo.               |
| G 1171   |                | Kaemtjenenet                     | Wab-Priester des Königs                                            | 5.–6. Dynastie                  | Mehrere Fundstücke aus diesem Grab befinden sich heute im Ägyptischen Museum in Kairo.          |

### Nekropole G 1200
| Grab-Nr. | Typ            | Name des Besitzers                   | Titel des Besitzers                             | Entstehungszeit                  | Anmerkungen                                                                                                |
| -------- | -------------- | ------------------------------------ | ----------------------------------------------- | -------------------------------- | --- |
| G 1201   | Stein-Mastaba  | Wepemneferet                         | Königssohn                                      | 4. Dynastie (Cheops)             | |
| G 1203   | Stein-Mastaba  | Kanefer                              | Vorsteher der Aufträge, Leiter der Bogentruppen | 4. Dynastie (Cheops)             | |
| G 1204   |                | Achtihotep                           |                                                 | Mitte 5. Dynastie oder später    | |
| G 1205   | Stein-Mastaba  | Chufu-nacht                          |                                                 | 4. Dynastie (Cheops)             | |
| G 1206   | Stein-Mastaba  | Ichetneb                             |                                                 | Mitte 5. Dynastie oder später    | Eine hier gefundene Doppel-Statue des Verstorbenen und seiner Frau befindet sich heute im Berkeley Museum. |
| G 1207   | Stein-Mastaba  | Nefer (Bekannte des Königs)          |                                                 | 4. Dynastie (Cheops oder später) | |
| G 1208   |                | Achtihotep und dessen Frau Mertiotes | Vorsteher der Cheops-Pyramide                   | Mitte 5. Dynastie oder später    | |
| G 1213   |                |                                      |                                                 | 5.–6. Dynastie                   | Mehrere hier gefundene Diener-Statuetten befinden sich heute im Berkeley-Museum.                           |
| G 1214   |                |                                      |                                                 | 5. Dynastie                      | Zwei hier gefundene Statuen befinden sich heute im Berkeley-Museum.                                        |
| G 1221   | Ziegel-Mastaba | Schad (?)                            |                                                 | 5. Dynastie                      | |
| G 1223   | Stein-Mastaba  | Kaemach                              | Königssohn                                      | 4. Dynastie (Cheops)             | Eine Stele des Verstorbenen befindet sich im Berkeley-Museum.                                              |
| G 1225   | Stein-Mastaba  | Neferetiabet                         | Königstochter                                   | Mitte 4. Dynastie                | Eine Opfertafel der Verstorbenen befindet sich heute im Louvre.                                            |
| G 1226   |                |                                      |                                                 | 5. oder 6. Dynastie              | Der Kopf einer Statue wurde hier gefunden.                                                                 |
| G 1227   | Stein-Mastaba  | Setjhekenet                          |                                                 | mittl. oder späte 4. Dynastie    | |
| G 1231   |                |                                      |                                                 | 5. Dynastie                      | Hier wurde eine Statuette gefunden.                                                                        |
| G 1234   |                | Anchhaf                              |                                                 | späte 5. oder 6. Dynastie        | |
| G 1235   | Stein-Mastaba  | Ini                                  |                                                 | 4. Dynastie (Cheops)             | |

### Nekropole G 1300
| Grab-Nr. | Typ            | Name des Besitzers             | Titel des Besitzers     | Entstehungszeit           | Anmerkungen                                                                                  |
| -------- | -------------- | ------------------------------ | ----------------------- | ------------------------- | -------------------------------------------------------------------------------------------- |
| G 1301   | Stein-Mastaba  | Mernesut und dessen Frau Kames | Wab-Priester des Königs | 5. Dynastie               |                                                                                              |
| G 1309   | Ziegel-Mastaba |                                |                         | 5.–6. Dynastie            | Einige Fundstücke aus dem Grab befinden sich heute in Kairo.                                 |
| G 1313   |                | Iydjefa                        |                         | späte 5. oder 6. Dynastie |                                                                                              |
| G 1314   |                | Chakare                        |                         | Zweite Hälfte 5. Dynastie | Eine Doppelstatue des Verstorbenen und seines Sohnes befindet sich heute im Berkeley Museum. |
| G 1351   |                |                                |                         | 5.–6. Dynastie            | Ein hier gefundenes Opferbecken befindet sich heute in Kairo.                                |

### Abu-Bakr-Grabung (1949–50), Ostteil
| Grab-Nr.   | Typ           | Name des Besitzers                       | Titel des Besitzers | Entstehungszeit         | Anmerkungen                                              |
| ---------- | ------------- | ---------------------------------------- | ------------------- | ----------------------- | -------------------------------------------------------- |
|            | Stein-Mastaba | Achu und dessen Frau Neferet             |                     | 5. Dynastie oder später |                                                          |
| Mastaba C  | Stein-Mastaba |                                          |                     | 5. Dynastie oder später |                                                          |
|            | Felsgrab      | Anchu                                    |                     | 5. Dynastie oder später |                                                          |
|            | Felsgrab      | Niwedjaptah und dessen Frau Kaemnehet    |                     | 5. Dynastie oder später |                                                          |
|            | Felsgrab      | Neferherenptah und dessen Frau Tjentetes |                     | 5. Dynastie oder später |                                                          |
| Felsgrab H | Felsgrab      |                                          |                     | 5. Dynastie oder später | Das Grab enthält einen aus dem Fels gehauenen Sarkophag. |

### Nekropole G 1400
| Grab-Nr.    | Typ                                                    | Name des Besitzers | Titel des Besitzers                                              | Entstehungszeit               | Anmerkungen                                                  |
| ----------- | ------------------------------------------------------ | ------------------ | ---------------------------------------------------------------- | ----------------------------- | ------------------------------------------------------------ |
| G 1402      | Ziegel-Mastaba                                         |                    |                                                                  | 5. Dynastie                   | Zwei hier gefundene Statuen befinden sich heute in Berkeley. |
| G 1452–1453 | Mastaba bestehend aus Schuttkern mit Ziegelverkleidung | Djeduwa            | Gottesdiener des Cheops                                          | Mitte 5. Dynastie oder später |                                                              |
| G 1457      | Mastaba bestehend aus Schuttkern mit Ziegelverkleidung | Neferetnesut       | Gottesdiener des Cheops, Vorsteher der Pyramidenstadt des Cheops | 5. Dynastie                   |                                                              |
| G 1461      |                                                        | Nefer              |                                                                  | 5.–6. Dynastie                | Eine hier gefundene Türrolle befindet sich heute in Boston.  |

### Nekropole G 1500
| Grab-Nr. | Typ     | Name des Besitzers | Titel des Besitzers | Entstehungszeit | Anmerkungen                                                      |
| -------- | ------- | ------------------ | ------------------- | --------------- | ---------------------------------------------------------------- |
| G 1501   | Mastaba |                    |                     | 5. Dynastie     | Eine hier gefundene Doppel-Statue befindet sich heute in Boston. |

### Nekropole G 1600
| Grab-Nr. | Typ           | Name des Besitzers               | Titel des Besitzers | Entstehungszeit   | Anmerkungen                                                          |
| -------- | ------------- | -------------------------------- | ------------------- | ----------------- | -------------------------------------------------------------------- |
| G 1607   | Felsgrab      | Ian und dessen Frau Neferhanesut |                     | späte 4. Dynastie | Das Grab ist unvollendet.                                            |
| G 1608   | Felsgrab      | Senenu                           |                     | späte 4. Dynastie | Eine Statue des Verstorbenen befindet sich heute in Kairo.           |
| G 1673   | Stein-Mastaba |                                  |                     | 5.–6. Dynastie    | Zwei hier gefundene Statuen befinden sich heute in Boston und Kairo. |

### Nekropole G 1900
| Grab-Nr. | Typ     | Name des Besitzers | Titel des Besitzers | Entstehungszeit   | Anmerkungen                            |
| -------- | ------- | ------------------ | ------------------- | ----------------- | -------------------------------------- |
| G 1903   | Mastaba |                    |                     | Späte 6. Dynastie | Nördlich von Nekropole G 2000 gelegen. |

### Mastaba G 2000
| Grab-Nr.       | Typ           | Name des Besitzers | Titel des Besitzers | Entstehungszeit                    | Anmerkungen                                                      |
| -------------- | ------------- | ------------------ | ------------------- | ---------------------------------- | ---------------------------------------------------------------- |
| G 2000 (LG 23) | Stein-Mastaba |                    |                     | 4. Dynastie (Cheops oder Chephren) | Einige Fundstücke aus diesem Grab befinden sich heute in Boston. |

### Nekropole G 2000
| Grab-Nr. | Typ           | Name des Besitzers                  | Titel des Besitzers                     | Entstehungszeit                 | Anmerkungen |
| -------- | ------------- | ----------------------------------- | --------------------------------------- | ------------------------------- | ----------- |
| G 2001   | Stein-Mastaba | Tjetu (Kanesut)                     | Vorsteher der Pyramidenstadt des Cheops | 5.–6. Dynastie                  |             |
| G 2002   |               | Iteti                               |                                         | 5.–6. Dynastie                  |             |
| G 2004   | Stein-Mastaba | Ptahchenu                           |                                         | Mitte 5. Dynastie               |             |
| G 2009   |               | Mesi und dessen Frau Sesesech       |                                         | Mitte 5. Dynastie               |             |
| G 2011   |               | Geref                               |                                         | 5.–6. Dynastie                  |             |
| G 2021   |               | Senetjer                            |                                         | 5.–6. Dynastie                  |             |
| G 2032   |               | Senenu                              |                                         |                                 |             |
| G 2033   |               | Irenre                              |                                         | Vermutlich 6. Dynastie          |             |
| G 2035   |               | Wehaisu                             |                                         | späte 5. oder 6. Dynastie       |             |
| G 2036   |               | Chesefi                             |                                         | späte 5. oder 6. Dynastie       |             |
| G 2037   |               |                                     |                                         | 5. Dynastie                     |             |
| G 2037b  |               |                                     |                                         | Vermutlich 6. Dynastie          |             |
| G 2041   | Stein-Mastaba | Senenuka (Keki) und dessen Frau Iti | Vorsteher der Pyramidenstadt des Cheops | Frühe 5. Dynastie               |             |
| G 2061   |               |                                     |                                         |                                 |             |
| G 2070   |               |                                     |                                         |                                 |             |
| G 2088   |               |                                     |                                         | 4.–5. Dynastie                  |             |
| G 2089   |               | Qednefer                            |                                         | 6. Dynastie                     |             |
| G 2090   | Stein-Mastaba | Kapi                                |                                         | späte 5. oder 6. Dynastie       |             |
| G 2092   | Stein-Mastaba | Nimaatre                            |                                         | 6. Dynastie                     |             |
| G 2097   |               | Isesimernetjer                      |                                         | späte 5. oder frühe 6. Dynastie |             |
| G 2099   |               | Raramu und dessen Frau Anchet       |                                         | 6. Dynastie                     |             |

### Nekropole G 2100 und Mastaba G 2200
| Grab-Nr.       | Typ            | Name des Besitzers                | Titel des Besitzers                                     | Entstehungszeit                                           | Anmerkungen                                                                     |
| -------------- | -------------- | --------------------------------- | ------------------------------------------------------- | --------------------------------------------------------- | ------------------------------------------------------------------------------- |
| G 2100 (LG 24) | Stein-Mastaba  | Merib (Kapunesut)                 | leiblicher Königssohn                                   | 4. Dynastie (Mykerinos oder Schepseskaf) oder 5. Dynastie | Die Opferkapelle der Mastaba befindet sich heute im Ägyptischen Museum Berlin.  |
| G 2101         | Stein-Mastaba  | Nensedjerkai                      | Königstochter, Gottesdienerin der Hathor und des Cheops | 5. Dynastie                                               |                                                                                 |
| G 2110         | Stein-Mastaba  | Nefer und dessen Frau Meresanch   |                                                         | 4. Dynastie (Chephren)                                    |                                                                                 |
| G 2113         |                | Tjenti und dessen Frau …kau       |                                                         | spätes Altes Reich                                        |                                                                                 |
| G 2120         | Stein-Mastaba  | Seschetsechentiu                  |                                                         | Mitte oder Ende 4. Dynastie                               |                                                                                 |
| G 2130         | Stein-Mastaba  | Chentka                           | (leiblicher) Königssohn                                 | 4. Dynastie (Cheops)                                      |                                                                                 |
| G 2132         |                | Seniwehemu                        | Wab-Priester des Königs                                 | 6. Dynastie                                               |                                                                                 |
|                | Stein-Mastaba  | Qedefi                            |                                                         | Ende 5. Dynastie oder später                              |                                                                                 |
| G 2135         | Stein-Mastaba  |                                   |                                                         | mittlere oder späte 4. Dynastie                           |                                                                                 |
|                | Ziegel-Mastaba | Nefer III.                        |                                                         | spätes Altes Reich                                        |                                                                                 |
|                | Stein-Mastaba  | Nimaatre                          |                                                         | spätes Altes Reich                                        |                                                                                 |
| G 2136         | Stein-Mastaba  | Kahif                             | Gottesdiener des Cheops                                 | Mitte 6. Dynastie                                         |                                                                                 |
|                | Stein-Mastaba  | Sedneferet                        |                                                         | späte 6. Dynastie                                         | Sedneferet ist ein Sohn des Kahif                                               |
| G 2140         | Stein-Mastaba  |                                   |                                                         | späte 4. oder 5. Dynastie                                 |                                                                                 |
| G 2150         | Stein-Mastaba  | Kanefer                           |                                                         | frühe 5. Dynastie                                         |                                                                                 |
| G 2155         | Stein-Mastaba  | Kaninisut I.                      | leiblicher Königssohn, Palastvorsteher                  | frühe 5. Dynastie                                         | Ein Teil der Opferkapelle befindet sich heute im Kunsthistorischen Museum Wien. |
| G 2156         | Stein-Mastaba  | Kaninisut II.                     | Gottesdiener des Cheops und der Maat                    | Mitte 5. Dynastie                                         |                                                                                 |
| G 2156         | Stein-Mastaba  | Redenes                           |                                                         | 6. Dynastie                                               |                                                                                 |
|                | Stein-Mastaba  | Kaninisut III. (?)                |                                                         | mittlere oder späte 5. Dynastie                           |                                                                                 |
| G 2175         | Stein-Mastaba  | Chnumnefer                        |                                                         | erste Hälfte der 5. Dynastie                              |                                                                                 |
| G 2178         | Stein-Mastaba  | Chui                              |                                                         | 5. Dynastie                                               |                                                                                 |
| G 2184         | Stein-Mastaba  | Achmerutnesut                     | Wab-Priester des Königs                                 | Ende 5. oder 6. Dynastie                                  |                                                                                 |
| G 2185         |                | Nefersehefen                      |                                                         | späte 5. oder frühe 6. Dynastie                           |                                                                                 |
| G 2188         |                |                                   |                                                         | 6. Dynastie                                               |                                                                                 |
| G 2191         |                | Chenemu                           |                                                         | Mitte 5. Dynastie oder später                             |                                                                                 |
| G 2196         | Felsgrab       | Iasen                             |                                                         | 5. oder 6. Dynastie                                       |                                                                                 |
| G 2197         | Stein-Mastaba  | Penmeru und dessen Frau Meritites | Wab-Priester des Königs, Gottesdiener des Mykerinos     | Ende 5. Dynastie                                          |                                                                                 |
| G 2220         | Stein-Mastaba  |                                   |                                                         | späte 4. oder frühe 5. Dynastie                           |                                                                                 |

### Cemetery en Echelon, Nordteil
| Grab-Nr.           | Typ           | Name des Besitzers                        | Titel des Besitzers | Entstehungszeit                               | Anmerkungen                                          |
| ------------------ | ------------- | ----------------------------------------- | ------------------- | --------------------------------------------- | ---------------------------------------------------- |
| G 2332             |               |                                           |                     | 6. Dynastie (Pepi I.)                         |                                                      |
| G 2335             |               |                                           |                     | 5. Dynastie                                   |                                                      |
| G 2336             |               | Chuiptah                                  |                     | 5.–6. Dynastie                                |                                                      |
| G 2337             |               |                                           |                     |                                               |                                                      |
| G 2347             |               |                                           |                     | 5.–6. Dynastie                                |                                                      |
| G 2347a            |               |                                           |                     | 6. Dynastie                                   |                                                      |
| G 2352             |               | Hagi                                      |                     | Ende 5. Dynastie oder später                  |                                                      |
| G 2353             |               |                                           |                     | 5. Dynastie                                   |                                                      |
| G 2357X            |               |                                           |                     | 6. Dynastie                                   |                                                      |
| G 2359             |               |                                           |                     |                                               |                                                      |
| G 2361             |               | Maa                                       |                     | 6. Dynastie                                   |                                                      |
| G 2362             |               | Rudj                                      |                     | 6. Dynastie                                   |                                                      |
| G 2366             |               | Nimesti                                   |                     | Vermutlich 6. Dynastie                        |                                                      |
| G 2370 (LG 27)     | Stein-Mastaba | Senedjemib Inti und dessen Frau Tjefi     | Wesir               | 5. Dynastie (Djedkare)                        |                                                      |
| G 2374 und G 2385A | Stein-Mastaba | Chnumneti                                 | Wesir               | Ende 5. / Anfang 6. Dynastie (Unas, Teti II.) | Sohn des Senedjemib Inti, Bruder des Senedjemib Mehi |
| G 2375             | Stein-Mastaba | Achetmehu                                 |                     | 6. Dynastie (Merenre I. oder Pepi II.)        |                                                      |
| G 2375a            | Stein-Mastaba | Anchirptah                                |                     | späte 6. Dynastie                             |                                                      |
| G 2378 (LG 26)     | Stein-Mastaba | Senedjemib Mehi                           | Wesir               | 5. Dynastie (Unas)                            |                                                      |
| G 2379             |               |                                           |                     | 6. Dynastie                                   |                                                      |
| G 2381 und G 2382A | Stein-Mastaba | Merire-Meriptahanch (Nechebu)             |                     | 6. Dynastie (Pepi I. oder Merenre I.)         |                                                      |
| G 2381A            | Stein-Mastaba | Merire-Meriptahanch (Impi)                |                     | 6. Dynastie (Pepi II.)                        | Impi war ein Sohn des Nechebu.                       |
| G 2381Y            |               |                                           |                     | 6. Dynastie                                   |                                                      |
| G 2384             |               |                                           |                     | 6. Dynastie                                   |                                                      |
| G 2385             | Stein-Mastaba |                                           |                     | 6. Dynastie                                   |                                                      |
| G 2387             |               | Pepi-Meriptahanch                         |                     | Mitte 6. Dynastie                             |                                                      |
| G 2391             |               |                                           |                     | 6. Dynastie                                   |                                                      |
| G 2407             |               |                                           |                     | späte 5. Dynastie                             |                                                      |
| G 2415             | Stein-Mastaba | Weri und dessen Frau Meti                 |                     | späte 5. Dynastie                             |                                                      |
| G 2418             |               |                                           |                     | späte 5. Dynastie                             |                                                      |
| G 2420             |               | Nedjemu                                   |                     | späte 5. Dynastie                             |                                                      |
| G 2422             |               |                                           |                     | späte 5. Dynastie                             |                                                      |
| G 2423             | Stein-Mastaba | Mehu und dessen Frau Chenit               |                     | 5.–6. Dynastie                                |                                                      |
| G 2427             |               | Minnefer                                  |                     | späte 5. Dynastie                             |                                                      |
| G 2430 (LG 25)     | Stein-Mastaba | Hetepniptah und dessen Frau Chamerernebti |                     | frühe 6. Dynastie                             |                                                      |
| G 2450             |               |                                           |                     | 6. Dynastie                                   |                                                      |
| G 2475             |               | Senanchwer                                |                     | 6. Dynastie                                   |                                                      |

### Nekropole G 2500
| Grab-Nr. | Typ     | Name des Besitzers | Titel des Besitzers | Entstehungszeit | Anmerkungen                                                                               |
| -------- | ------- | ------------------ | ------------------- | --------------- | ----------------------------------------------------------------------------------------- |
| G 2501   | Mastaba |                    |                     | 6. Dynastie     | Hier wurden Kopf und Beine einer Statuette gefunden, die sich heute in New York befinden. |

### Nekropole G 3000
| Grab-Nr.         | Typ                                            | Name des Besitzers                                                            | Titel des Besitzers                                                           | Entstehungszeit | Anmerkungen                                                          |
| ---------------- | ---------------------------------------------- | ----------------------------------------------------------------------------- | ----------------------------------------------------------------------------- | --------------- | -------------------------------------------------------------------- |
| G 3004           | Ziegel-Mastaba                                 | Chufumernetjeru                                                               |                                                                               | 6. Dynastie     |                                                                      |
| G 3008           | Stein-Mastaba mit Ziegeln verkleidet           | Snofruhotep und dessen Frau Chenut                                            |                                                                               | 6. Dynastie     | Mehrere Reliefs aus diesem Grab befinden sich heute in Philadelphia. |
| G 3015           |                                                |                                                                               |                                                                               | 6. Dynastie     |                                                                      |
| G 3020           | Stein-Mastaba                                  | Semerka                                                                       |                                                                               | 6. Dynastie     |                                                                      |
| G 3033           | Ziegel-Mastaba mit Schuttfüllung               | Sabef                                                                         |                                                                               | 6. Dynastie     |                                                                      |
| G 3035           | Ziegel-Mastaba mit Schuttfüllung               | Tjenti und dessen Frau Neferet                                                |                                                                               | 6. Dynastie     |                                                                      |
| G 3050           | Ziegel-Mastaba mit Steinfüllung                | Anch und dessen Frau Qedneferet                                               |                                                                               | 6. Dynastie     |                                                                      |
| G 3082           | Stein-Mastaba                                  | Senka                                                                         |                                                                               | 6. Dynastie     |                                                                      |
| G 3086           | Ziegel-Mastaba                                 | Rewedj und dessen Frau Meset                                                  | Gottesdiener von Cheops, Radjedef und Chephren, Wab-Priester der Königsmutter | 6. Dynastie     |                                                                      |
| G 3093           | Mastaba mit Steinfüllung und Ziegelverkleidung | Mededi und dessen Frau Chenemet                                               |                                                                               | 6. Dynastie     |                                                                      |
| G 3094           | Mastaba mit Steinfüllung und Ziegelverkleidung | Chetu                                                                         |                                                                               | 6. Dynastie     |                                                                      |
| G 3096           | Ziegel-Mastaba                                 | Nedjesu                                                                       |                                                                               | 6. Dynastie     |                                                                      |
| G 3097           | Mastaba mit Steinfüllung und Ziegelverkleidung | Neferihi                                                                      |                                                                               | 6. Dynastie     |                                                                      |
| G 3098 mit Anbau | Mastaba mit Steinfüllung und Ziegelverkleidung | a) Iymereri und dessen Frau Persenet b) Neferhetepeswer und deren Vater Duare | Iymeri: Wab-Priester der Königsmutter                                         | 6. Dynastie     |                                                                      |

### Junker-Nekropole, West
| Grab-Nr.    | Typ                                                   | Name des Besitzers                 | Titel des Besitzers | Entstehungszeit          | Anmerkungen |
| ----------- | ----------------------------------------------------- | ---------------------------------- | --- | ------------------------ | --- |
|             | Ziegel-Mastaba                                        | Irty und dessen Frau Ischpet       | | Spätes Altes Reich       | |
|             | Stein-Mastaba mit Ziegel-Ergänzungen                  | Anch und dessen Frau Neferetka     | | Spätes Altes Reich       | |
|             | Ziegel-Mastaba                                        | Iyhercherui                        | | Spätes Altes Reich       | |
| S 4399/4507 | Stein-Mastaba                                         |                                    | | Spätes Altes Reich       | |
|             | Stein-Mastaba                                         | Anchu                              | | Spätes Altes Reich       | |
| S 4516/4524 | Stein-Mastaba                                         | Seneb und dessen Frau Senetites    | Gottesdiener von Cheops und Radjedef | 4. Dynastie              | Seneb war kleinwüchsig. Einige Fundstücke aus seinem Grab befinden sich heute in Kairo, darunter auch eine berühmte Statuengruppe. Eine Kiste befindet sich in Hildesheim und der Sarkophag des Seneb in Leipzig. |
|             | Stein-Mastaba                                         | Anchmare                           | Wab-Priester des Königs | 6. Dynastie              | |
|             | Ziegel-Mastaba                                        | Itju                               | Wab-Priester des Königs | 6. Dynastie              | |
|             | Stein-Mastaba                                         | Sinechen und dessen Frau Maacherui | | 6. Dynastie              | |
|             | Stein-Mastaba                                         | Demeg                              | | 6. Dynastie              | |
|             | Stein-Mastaba                                         | Menisutisnesut                     | | späte 6. Dynastie        | |
| S 4248/4321 | Ziegel-Mastab, in Stein vergrößert                    |                                    | | Spätes Altes Reich       | |
|             | Mastaba mit Steinverkleidung                          | Menib                              | Gottesdienerin der Hathor | Spätes Altes Reich       | |
|             | Ziegel-Mastaba                                        | Chesef (II)                        | | 5. Dynastie              | |
|             | Ziegel-Mastaba                                        | Nebetpedju                         | | Spätes Altes Reich       | |
| S 4419      | Ziegel-Mastaba                                        |                                    | | Spätes Altes Reich       | |
| S 4233/4283 | Stein-Mastaba                                         |                                    | | Spätes Altes Reich       | |
|             | Mastaba mit Steinverkleidung                          | Hetepchenemet                      | | 6. Dynastie              | |
|             | Mastaba mit Steinverkleidung                          | Meschetj                           | | 6. Dynastie              | |
|             | Stein-Mastaba                                         | Chenemhotep (II)                   | Gottesdiener des Cheops | 6. Dynastie              | |
|             | Stein-Mastaba                                         | Iiu und dessen Frau Tepemneferet   | | 6. Dynastie              | |
|             | Stein-Mastaba                                         | Schetiu                            | Wab-Priester des Königs | Ende 5. oder 6. Dynastie | |
|             | Stein-Mastaba                                         | Ptahschepses (II)                  | | 6. Dynastie              | |
|             | ursprünglich Ziegel-Mastaba, in Stein wiederaufgebaut | Chesef (I)                         | | 6. Dynastie              | |
|             | Stein-Mastaba                                         | Inpuhotep                          | Gottesdiener des Anubis-Schreins in Aphroditopolis, Gottesdiener von Sahure und Niuserre, Gottesdiener des Re im Sonnenheiligtum des Niuserre | 6. Dynastie              | |
|             | Ziegel-Mastaba                                        | Meni (I)                           | | späte 6. Dynastie        | |
|             |                                                       | Meni (II)                          | | späte 6. Dynastie        | |
| S 4040      | Ziegel-Mastaba                                        |                                    | | 6. Dynastie              | |
| S 2479      | Stein-Mastaba                                         | Senefer und dessen Frau Anchhathor | | 6. Dynastie              | |
|             | Mastaba mit Steinverkleidung                          | Hebi                               | | 6. Dynastie              | |

### Steindorff-Nekropole
| Grab-Nr.         | Typ            | Name des Besitzers                    | Titel des Besitzers                                    | Entstehungszeit           | Anmerkungen |
| ---------------- | -------------- | ------------------------------------- | ------------------------------------------------------ | ------------------------- | --- |
| D 1              | Ziegel-Mastaba |                                       |                                                        | 5.–6. Dynastie            | Ein hier gefundener Statuenkopf befindet sich heute im Ägyptischen Museum der Universität Leipzig. |
| D 4              | Ziegel-Mastaba | Waschptah und Chenu                   |                                                        | 5.–6. Dynastie            | Hier wurde der obere Teil einer Scheintür des Chenu gefunden. Dieser befindet sich heute im Roemer- und Pelizaeusmuseum in Hildesheim. |
| D 9              | Ziegel-Mastaba | Rahotep                               |                                                        | 5.–6. Dynastie            | |
| D 12             | Ziegel-Mastaba | Cherihet und dessen Frau Rewedjka     |                                                        | 5. Dynastie               | Eine hier gefundene Statuengruppe, die den Verstorbenen mit Frau und drei Kindern zeigt, befindet sich heute im Roemer- und Pelizaeusmuseum in Hildesheim.                                                                                 |
| D 14             | Ziegel-Mastaba | Irkaptah                              |                                                        | 5.–6. Dynastie            | Der Türsturz des Grabes befindet sich heute im Ägyptischen Museum der Universität Leipzig. |
| D 15             | Ziegel-Mastaba | Khufu...                              | Wab-Priester des Königs                                | 5.–6. Dynastie            | |
| D 15B            | Ziegel-Mastaba | Mereru                                |                                                        | 5.–6. Dynastie            | Der Türsturz des Grabes befindet sich heute im Ägyptischen Museum der Universität Leipzig. Relieffragmente befinden sich im Ägyptischen Museum in Kairo.                                                                                   |
| D 19             | Ziegel-Mastaba | Werbaure                              |                                                        | 5.–6. Dynastie            | Der Türsturz des Grabes befindet sich heute im Roemer- und Pelizaeusmuseum in Hildesheim. |
| D 20             | Ziegel-Mastaba | Tepemanch                             | Gottesdiener des Cheops                                | 5.–6. Dynastie            | Die Türrolle des Grabes befindet sich heute im Ägyptischen Museum in Berlin. Verschiedene Statuen befinden sich in Kairo und Hildesheim und eine Scheintür in Privatbesitz.                                                                |
|                  | Stein-Mastaba  | Wemtetka                              |                                                        | 5.–6. Dynastie            | Ein hier gefundenes Opferbecken befindet sich heute im Kunsthistorischen Museum in Wien. |
| D 23             | Ziegel-Mastaba | Raschepses und dessen Frau Pepi       | Wab-Priester des Königs                                | 5. Dynastie               | Eine hier gefundene Statuengruppe befindet sich heute in Hildesheim und ein Opferbecken in Leipzig |
|                  | Stein-Mastaba  | Ibir...                               |                                                        | 6. Dynastie               | Eine Scheintür des Verstorbenen befindet sich heute in Kairo. |
| D 29             | Ziegel-Mastaba |                                       |                                                        | 5.–6. Dynastie            | Eine hier gefundene Diener-Statuette befindet sich heute in Leipzig. |
| D 30             | Ziegel-Mastaba | Kau                                   | Wab-Priester des Königs, Gottesdiener des Cheops       | 5.–6. Dynastie            | Eine Scheintür des Verstorbenen befand sich in Leipzig, wurde aber im Zweiten Weltkrieg zerstört. |
| D 31             | Ziegel-Mastaba | Memi und Neferherenptah               | Wab-Priester des Königs (beide)                        | 5. Dynastie               | Eine Statue des Memi befindet sich heute in Leipzig, eine weitere in Hildesheim. |
| D 37             | Ziegel-Mastaba | Raherka und dessen Frau Meresanch     |                                                        | 5. Dynastie               | Eine Doppelstatue des Verstorbenen und seiner Frau befindet sich heute im Louvre, ein vor dem Grab gefundener Obelisk in Kairo und Fragmente einer Statuette in Leipzig.                                                                   |
| D 38             | Ziegel-Mastaba |                                       |                                                        | 4. oder 5. Dynastie       | Ein wahrscheinlich hier gefundener Ersatzkopf befindet sich heute in Kairo. |
| D 39/40          | Ziegel-Mastaba | Djascha                               | Wab-Priester des Königs, Gottesdiener der Königsmutter | 5. Dynastie               | Hier wurden fünf Statuen gefunden, von denen sich drei in Kairo und zwei in Leipzig befinden. Außerdem fanden sich hier zahlreiche Statuetten, von denen sich die Mehrzahl in Leipzig und einige weitere in Kairo und Hildesheim befinden. |
| D 42             | Ziegel-Mastaba | Iyni                                  |                                                        | 5.–6. Dynastie            | |
| D 44             | Ziegel-Mastaba |                                       |                                                        | 5.–6. Dynastie            | Eine hier gefundene Frauen-Statue befindet sich heute in Leipzig. |
| D 51             | Ziegel-Mastaba | Nimaatptah und dessen Frau Inetkaes   |                                                        | 5.–6. Dynastie            | Eine Scheintür und zwei Türsturze befinden sich heute in Hildesheim. |
| D 56             | Ziegel-Mastaba |                                       |                                                        | 5.–6. Dynastie            | Hier gefundene Relief-Fragmente befinden sich heute in Leipzig. |
| D 59             | Ziegel-Mastaba | Nesutnefer und dessen Frau Senet      |                                                        | 5.–6. Dynastie            | Eine Türrolle befindet sich in Leipzig und ein Teil einer Scheintür in Hildesheim. |
| D 61             | Ziegel-Mastaba | Irkaptah und dessen Frau Neferhetepes |                                                        | 5.–6. Dynastie            | Zwei Statuen und zwei Opfertafeln befinden sich heute in Hildesheim. |
| D 80/80A (LG 22) | Ziegel-Mastaba |                                       |                                                        | 5. Dynastie               | Ein Mastaba-Komplex mit Pfeilerhof. Hier wurden drei Statuen gefunden, die sich heute in Hildesheim befinden. |
| D 82             | Ziegel-Mastaba | Ihy                                   |                                                        | 5.–6. Dynastie            | Eine in der Nähe des Grabes gefundene Statuette befindet sich heute in Leipzig. |
| D 100            | Ziegel-Mastaba |                                       |                                                        | 5. Dynastie               | Ein hier gefundener Sarkophag befindet sich heute in Wien. |
| D 106            | Stein-Mastaba  |                                       |                                                        | späte 5. Dynastie         | Eine Statue und einer Scheintür befinden sich heute in Wien. |
| D 116            | Stein-Mastaba  | Seschemu und dessen Frau Neferet      |                                                        | 5.–6. Dynastie            | Ein Teil einer Scheintür befindet sich heute in Hildesheim. |
|                  | Ziegel-Mastaba | Nu (?)                                |                                                        | 5.–6. Dynastie            | |
| D 117            | Stein-Mastaba  | Wehemka                               |                                                        | frühe 5. Dynastie         | Die gesamte Mastaba befindet sich heute in Hildesheim. |
| D 200            | Stein-Mastaba  | Redif                                 |                                                        | 5.–6. Dynastie            | Eine Statue des Verstorbenen befindet sich in Wien. |
| D 201            | Ziegel-Mastaba | Senenu und dessen Sohn Anchemtjenenet |                                                        | 5.–6. Dynastie            | Eine hier gefundene Statue befindet sich heute in Leipzig. |
| D 202            | Ziegel-Mastaba | Nianchchufu                           |                                                        | 5.–6. Dynastie            | |
| D 203            | Ziegel-Mastaba | Nefer und Itisen                      |                                                        | späte 5. oder 6. Dynastie | Zwei Scheintüren und weitere Stücke befinden sich heute im Oriental Institute in Chicago. Ein Teil einer Scheintür und einige Fragmente befanden sich in Leipzig, wurden aber im Zweiten Weltkrieg zerstört.                               |
| D 205            | Ziegel-Mastaba | Iyni und dessen Frau Neferkaues       |                                                        | 5.–6. Dynastie            | Eine Doppelstatue des Verstorbenen und seiner Frau befindet sich heute in Kairo. |
| D 207            | Ziegel-Mastaba | Ti                                    |                                                        | 5.–6. Dynastie            | Der Kopf einer in der Nähe gefundenen Frauen-Statue befindet sich in Leipzig. |
| D 208            | Ziegel-Mastaba | Neferihy                              |                                                        | 5.–6. Dynastie            | Eine Statue des Verstorbenen befindet sich in Hildesheim, eine weitere in Leipzig. |
| D 211            | Ziegel-Mastaba | Hetepi                                | Wab-Priester des Königs                                | 6. Dynastie               | Zwei hier gefundene Holzstatuetten befinden sich in Hildesheim, eine in Leipzig und eine weitere vermutlich in Kairo. |
| D 213            | Ziegel-Mastaba | Rewedjib und dessen Frau Tjentet      | Gottesdiener des Cheops, Wab-Priester des Königs       | 5.–6. Dynastie            | Ein Teil einer Scheintür befindet sich in Leipzig. |
| D 215            | Ziegel-Mastaba | Imhotep und dessen Frau Anchhathor    |                                                        | Mitte 5. Dynastie         | Genaue Position unklar. Eine Doppelstatue des Verstorbenen und seiner Frau befindet sich heute in Hildesheim. |
| D 220            | Ziegel-Mastaba | Tjesi                                 |                                                        | 5.–6. Dynastie            | Verschiedene Fundstücke aus diesem Grab befinden sich heute in Kairo, Leipzig und im Royal Museum in Edinburgh. |
| D 221            | Ziegel-Mastaba | Iti                                   |                                                        | 5.–6. Dynastie            | Genaue Position unklar. |
|                  | Ziegel-Mastaba | Iri und Sebani                        |                                                        | 5.–6. Dynastie            | Genaue Position unklar. Eine Scheintür, die sich heute im Museo Gregoriano Egizio im Vatikan befindet, stammt wahrscheinlich von hier. |

### Junker-Nekropole, Ost
| Grab-Nr. | Typ           | Name des Besitzers                 | Titel des Besitzers                              | Entstehungszeit                 | Anmerkungen |
| -------- | ------------- | ---------------------------------- | ------------------------------------------------ | ------------------------------- | ----------- |
|          | Stein-Mastaba | Nianchhathor                       | Gottesdienerin der Hathor                        | spätes Altes Reich              |             |
|          | Stein-Mastaba | Sensen und dessen Frau Pepi        |                                                  | spätes Altes Reich              |             |
|          | Stein-Mastaba | Meruka                             | Wab-Priester des Königs, Gottesdiener des Cheops | 6. Dynastie                     |             |
|          | Stein-Mastaba | Iuf und dessen Frau Meri           |                                                  | späte 5. oder frühe 6. Dynastie |             |
|          | Stein-Mastaba | Nikauchnum und Neferesris          |                                                  | späte 5. oder frühe 6. Dynastie |             |
|          | Stein-Mastaba | Chenu                              |                                                  | 6. Dynastie                     |             |
|          | Stein-Mastaba | Ibinedjem                          |                                                  | 6. Dynastie                     |             |
|          | Stein-Mastaba | Name unbekannt                     |                                                  | 6. Dynastie                     |             |
|          | Stein-Mastaba | Chuy                               |                                                  | 6. Dynastie                     |             |
| S 2411   | Stein-Mastaba |                                    |                                                  | 6. Dynastie                     |             |
|          | Stein-Mastaba | Neferen und dessen Frau Iyti       |                                                  | 6. Dynastie                     |             |
|          | Stein-Mastaba | Weri                               |                                                  | 6. Dynastie                     |             |
|          | Stein-Mastaba | Chenemu                            |                                                  | 6. Dynastie                     |             |
|          | Stein-Mastaba | User                               |                                                  | späte 5. Dynastie               |             |
|          | Stein-Mastaba | Schepsi und dessen Frau Neferwates |                                                  | 6. Dynastie                     |             |
|          | Stein-Mastaba | Hesy und dessen Frau Nebetib       |                                                  | 6. Dynastie                     |             |
|          | Stein-Mastaba | Maathep                            |                                                  | 6. Dynastie                     |             |
|          | Stein-Mastaba | Neferihi                           |                                                  | 6. Dynastie                     |             |

### Nekropole G 4000
| Grab-Nr.       | Typ            | Name des Besitzers                                | Titel des Besitzers                     | Entstehungszeit                          | Anmerkungen                                                                                      |
| -------------- | -------------- | ------------------------------------------------- | --------------------------------------- | ---------------------------------------- | ------------------------------------------------------------------------------------------------ |
| G 4000 (D 60)  | Stein-Mastaba  | Hemiunu                                           | leiblicher Königssohn, Wesir            | 4. Dynastie (Cheops)                     | Hemiunu war vermutlich oberster Verantwortlicher für den Bau der Cheops-Pyramide                 |
| G 4121         | Stein-Mastaba  | Anchemre                                          |                                         | 5.–6. Dynastie                           |                                                                                                  |
| G 4140         | Stein-Mastaba  | Meritites                                         | leibliche Königstochter                 | mittlere oder späte 4. Dynastie          |                                                                                                  |
| G 4150         | Stein-Mastaba  | Iunu                                              | Königssohn                              | 4. Dynastie (Cheops)                     | Die hier gefundene Opfertafel des Iunu befindet sich im Roemer- und Pelizaeus-Museum Hildesheim. |
| G 4160         | Stein-Mastaba  |                                                   |                                         | 4. Dynastie (Cheops)                     |                                                                                                  |
| G 4240         | Stein-Mastaba  | Snofruseneb                                       | leiblicher Königssohn                   | mittlere 4. bis frühe 5. Dynastie        |                                                                                                  |
| G 4241         | Stein-Mastaba  | Rahotep                                           |                                         | frühe oder Ende 5. Dynastie oder später  |                                                                                                  |
| G 4260         | Stein-Mastaba  |                                                   |                                         | 4. Dynastie (Cheops)                     |                                                                                                  |
| G 4311         |                | Neferherenptah                                    |                                         | 5. Dynastie                              |                                                                                                  |
| G 4340         | Stein-Mastaba  |                                                   |                                         | mittlere oder späte 4. Dynastie          |                                                                                                  |
| G 4350         | Stein-Mastaba  |                                                   |                                         | mittlere oder späte 4. Dynastie          | Der am Eingang der Mastaba gefundene Reservekopf befindet sich im Kunsthistorischen Museum Wien. |
| G 4351         | Stein-Mastaba  | Imisetkai und dessen Frau Chuitbauinu             | Gottesdiener des Cheops                 | Erste Zwischenzeit                       |                                                                                                  |
| G 4360         | Stein-Mastaba  | Merhetepef                                        |                                         | späte 4. oder frühe 5. Dynastie          |                                                                                                  |
| G 4410         | Stein-Mastaba  |                                                   |                                         | 5. Dynastie (Userkaf oder später)        |                                                                                                  |
| G 4411 (LG 51) | Stein-Mastaba  | Sechemka                                          | Vorlesepriester                         | Mitte 5. Dynastie oder später            |                                                                                                  |
| G 4420         | Stein-Mastaba  | Tetu                                              |                                         | 5.–6. Dynastie                           |                                                                                                  |
| G 4430         | Stein-Mastaba  |                                                   |                                         | 4. Dynastie (Chephren oder später)       |                                                                                                  |
| G 4440         | Stein-Mastaba  |                                                   |                                         | Mitte 4. bis frühe 5. Dynastie           |                                                                                                  |
| G 4442         | Stein-Mastaba  | Ptahnebneferet                                    |                                         | 6. Dynastie oder später                  |                                                                                                  |
|                |                | Medunefer                                         |                                         | 6. Dynastie                              |                                                                                                  |
| G 4461         | Stein-Mastaba  | Kapuptah und dessen Frau Ipep                     |                                         | 5. Dynastie                              |                                                                                                  |
| G 4513         | Stein-Mastaba  | Neferihy                                          |                                         | 6. Dynastie                              |                                                                                                  |
| G 4520         | Stein-Mastaba  | Chufu-anch                                        |                                         | 5. Dynastie (Userkaf oder Ende der Dyn.) |                                                                                                  |
| G 4522         |                |                                                   |                                         | 5. Dynastie                              |                                                                                                  |
| G 4530         |                |                                                   |                                         | 6. Dynastie                              |                                                                                                  |
| G 4540         | Stein-Mastaba  |                                                   |                                         | mittlere oder späte 4. Dynastie          |                                                                                                  |
| G 4560         | Stein-Mastaba  |                                                   |                                         | mittlere oder späte 4. Dynastie          |                                                                                                  |
| G 4561         | Stein-Mastaba  | Kaemanch und dessen Frau Tjeset                   |                                         | 6. Dynastie                              |                                                                                                  |
| G 4611 (LG 50) | Stein-Mastaba  | Niuty                                             |                                         | Ende 5. Dynastie oder später             |                                                                                                  |
| G 4620         | Stein-Mastaba  | Kanefer                                           |                                         | 5. Dynastie                              |                                                                                                  |
| G 4630         | Stein-Mastaba  | Medunefer und dessen Frau Nubka                   |                                         | 5. Dynastie                              |                                                                                                  |
| G 4631         | Ziegel-Mastaba | Nensedjerkai                                      | Gottesdienerin der Hathor und der Neith | 5. Dynastie                              |                                                                                                  |
| G 4640         | Stein-Mastaba  |                                                   |                                         | mittlere oder späte 4. Dynastie          |                                                                                                  |
| G 4646         | Stein-Mastaba  | Ity                                               |                                         | 6. Dynastie                              |                                                                                                  |
| G 4650         | Stein-Mastaba  | Iabtet                                            | leibliche Königstochter                 | mittlere oder späte 4. Dynastie          |                                                                                                  |
| G 4651         | Stein-Mastaba  | Kapunesut (Kai) und dessen Frau Chuitka           |                                         | frühe bis mittlere 5. Dynastie           |                                                                                                  |
| G 4660         | Stein-Mastaba  |                                                   |                                         | mittlere oder späte 4. Dynastie          |                                                                                                  |
| G 4710 (LG 49) | Stein-Mastaba  | Setju und dessen Frau Nubhotep                    |                                         |                                          |                                                                                                  |
| G 4712         | Stein-Mastaba  | Nimaathap                                         |                                         | erste Hälfte der 5. Dynastie             |                                                                                                  |
| G 4714 (LG 48) | Stein-Mastaba  | Neferhetepes                                      | leibliche Königstochter                 | erste Hälfte der 5. Dynastie             |                                                                                                  |
| G 4715         |                |                                                   |                                         |                                          |                                                                                                  |
| G 4721         | Stein-Mastaba  |                                                   |                                         | vermutlich Ende 5. Dynastie              |                                                                                                  |
| G 4733         |                |                                                   |                                         | späte 5. oder 6. Dynastie                |                                                                                                  |
| G 4750         | Stein-Mastaba  | Achi                                              | Vorsteher aller Arbeiten des Königs     | 4. Dynastie (Mykerinos)                  |                                                                                                  |
| G 4761         | Stein-Mastaba  | Nefer                                             | Gottesdiener des Cheops                 | Ende 5. oder 6. Dynastie                 |                                                                                                  |
| G 4811–4812    | Stein-Mastaba  | Anchirptah                                        |                                         | späte 5. oder 6. Dynastie                |                                                                                                  |
| G 4813         |                |                                                   |                                         | späte 5. oder 6. Dynastie                |                                                                                                  |
| G 4817         |                |                                                   |                                         | 5. Dynastie                              |                                                                                                  |
| G 4840         | Stein-Mastaba  | Wenschet                                          | leibliche Königstochter                 | mittlere oder späte 4. Dynastie          | Scheintür der Prinzessin Wenschet im Roemer- und Pelizaeus-Museum Hildesheim                     |
| S 984          | Ziegel-Mastaba |                                                   |                                         | 5. Dynastie                              |                                                                                                  |
|                | Ziegel-Mastaba | Nisu                                              |                                         | spätes Altes Reich                       |                                                                                                  |
|                |                | Tjentet (Tjenteti)                                | Königstochter                           | späte 4. oder 5. Dynastie                |                                                                                                  |
|                |                | Wehemneferet                                      | Königstochter                           | späte 4. oder 5. Dynastie                |                                                                                                  |
|                | Stein-Mastaba  | Werkai                                            |                                         | 5.–6. Dynastie                           |                                                                                                  |
|                |                | Chepetjet (oder Chetjepet) und dessen Frau Keteti |                                         | 6. Dynastie                              |                                                                                                  |
|                | Stein-Mastaba  | Minu                                              | Gottesdiener des Cheops                 | 6. Dynastie                              |                                                                                                  |
|                | Stein-Mastaba  | Ptahher und dessen Frau Wadjethetep               |                                         | spätes Altes Reich                       |                                                                                                  |
|                |                | Qednas und dessen Frau Abedet                     | Gottesdiener des Cheops                 | Erste Zwischenzeit                       |                                                                                                  |
| G 4860         | Stein-Mastaba  | Name unbekannt                                    | Vorlesepriester                         | mittlere oder späte 4. Dynastie          |                                                                                                  |

### Cemetery en Echelon, Südteil
| Grab-Nr.          | Typ                  | Name des Besitzers                            | Titel des Besitzers                                        | Entstehungszeit                           | Anmerkungen                                                                                                  |
| ----------------- | -------------------- | --------------------------------------------- | ---------------------------------------------------------- | ----------------------------------------- | --- |
| G 4911            | Mastaba              | Anchtef und dessen Frau Djefat                | Wab-Priester des Königs, Gottesdiener des Cheops           | 5.–6. Dynastie                            | |
| G 4920 (LG 47)    | Stein-Mastaba        | Tjenti und dessen Frau Neferetkau             |                                                            | frühe 5. Dynastie oder später             | |
| G 4940 (LG 45)    | Stein-Mastaba        | Seschemnefer I. und dessen Frau Amundjefaes   |                                                            | 5. Dynastie (Sahure oder Neferirkare)     | |
| G 4941            | Stein-Mastaba        | Ptahiuefni                                    |                                                            | 6. Dynastie                               | |
|                   | Stein-Mastaba        | Hetepi                                        |                                                            | 6. Dynastie                               | |
|                   |                      | Hetepi                                        |                                                            | 6. Dynastie                               | |
| G 4970            | Stein-Mastaba        | Nesutnefer und dessen Frau Chenetka (Chenet)  |                                                            | frühe oder mittlere 5. Dynastie           | |
|                   | Stein-Mastaba        | Irenre und dessen Sohn Anchemre               | Irenre: Wab-Priester des Königs                            | späte 5. oder frühe 6. Dynastie           | |
| G 5030 (LG 46)    | Stein-Mastaba        |                                               |                                                            | späte 4. oder 5. Dynastie                 | |
| G 5032            |                      | Redenes und dessen Frau Meritites             | Wab-Priester des Königs                                    | 6. Dynastie                               | |
|                   |                      | Baschepses                                    |                                                            | 5.–6. Dynastie                            | Nahe G 5032 gelegen und vielleicht damit identisch.                                                          |
| G 5040            | Stein-Mastaba        | Kaemqed                                       | Wab-Priester des Königs                                    | späte 5. oder 6. Dynastie                 | |
|                   | Stein-Mastaba        | Snofrunefer                                   |                                                            | Ende 5. oder 6. Dynastie                  | |
| G 5080            | Stein-Mastaba        | Seschemnefer II.                              | Vorsteher aller Arbeiten des Königs                        | 5. Dynastie (Niuserre)                    | |
| G 5110 (LG 44)    | Stein-Mastaba        | Duaenre                                       | Wesir                                                      | 4. Dynastie (Chephren bis Mykerinos)      | Duaenre war ein Sohn von Pharao Chephren.                                                                    |
|                   | Stein-Mastaba        | Chentkaues                                    | Gottesdienerin der Hathor                                  | 6. Dynastie                               | |
|                   | Stein-Mastaba        | Tjena                                         | Gottesdiener der Hathor                                    | Ende 5. oder frühe 6. Dynastie            | |
| G 5150 (LG 36)    | Stein-Mastaba        | Seschathotep (Heti) und dessen Frau Meritites | leiblicher Königssohn, Vorsteher aller Arbeiten des Königs | frühe 5. Dynastie                         | |
|                   | Stein-Mastaba        | Tjenti                                        |                                                            | 5. Dynastie                               | |
|                   | Stein-Mastaba        | Ptahschepses und dessen Frau Redenes          |                                                            | späte 5. Dynastie                         | |
| S 344/346         | Stein-Mastaba        |                                               |                                                            | 5.–6. Dynastie                            | |
| S 466/467         | Stein-Mastaba        |                                               |                                                            | 5.–6. Dynastie                            | |
|                   | Stein-Mastaba        | Qednas II.                                    | Gottesdiener des Cheops                                    | 6. Dynastie                               | |
| S 359             | Stein-Mastaba        |                                               |                                                            | 5.–6. Dynastie                            | |
| S 353             | Stein-Mastaba        | Chufuseneb (I.)                               | Gottesdiener des Cheops                                    | Ende 5. Dynastie oder später              | |
|                   | Stein-Mastaba        | Seschathotep II.                              | Gottesdiener                                               | spätes Altes Reich                        | |
| S 388 / S 390     | Stein-Mastaba        | Chufuseneb (II.)                              | Gottesdiener des Cheops                                    | 6. Dynastie                               | |
| G 5170            | Stein-Mastaba        | Seschemnefer III.                             | leiblicher Königssohn, Wesir                               | 5. Dynastie (Menkauhor, Djedkare)         | Die Opferkammer des Seschemnefer III. befindet sich im Museum der Universität Tübingen, Ägyptische Sammlung. |
| S 576             | Stein-Mastaba        |                                               |                                                            | 5.–6. Dynastie                            | |
| G 5190            |                      |                                               |                                                            | 6. Dynastie                               | |
| G 5210 (LG 43)    | Stein-Mastaba        | Chemetnu                                      | Wab-Priester des Königs, Gottesdiener des Cheops           | 4. (Cheops) oder frühe 5. Dynastie        | |
| G 5221            |                      |                                               |                                                            | 5.–6. Dynastie                            | |
| G 5230 (LG 40)    | Stein-Mastaba        | Babaef (Chnumbaef)                            | Vorsteher aller Arbeiten des Königs, (Wesir)               | Ende 4. bis frühe 5. Dynastie             | Babaef war ein Sohn des Duaenre und somit Enkel Pharao Chephrens.                                            |
|                   |                      | Name unsicher                                 |                                                            | späte 5. oder 6. Dynastie                 | Genaue Position unklar.                                                                                      |
|                   |                      | Bebib                                         |                                                            | späte 5. oder 6. Dynastie                 | Genaue Position unklar.                                                                                      |
| G 5232            |                      |                                               |                                                            | 4.–5. Dynastie                            | |
| G 5245            |                      |                                               |                                                            | Altes Reich                               | |
| G 5270            | Stein-Mastaba        | Rawer                                         |                                                            | Mitte 5. Dynastie                         | |
| G 5280            | Stein-Mastaba        | Pehenptah                                     |                                                            | Mitte 5. Dynastie                         | |
| G 5290            |                      | Hetepniptah                                   |                                                            | Mitte 5. Dynastie oder später             | |
| G 5330 (LG 41)    | Stein-Mastaba        | Ihy                                           |                                                            | 6. Dynastie                               | |
| G 5332 (LG 39)    | Stein-Mastaba        |                                               |                                                            | 5.–6. Dynastie                            | |
| G 5340 (LG 37)    | Stein-Mastaba        | Kasewedja                                     |                                                            | Mitte 5. Dynastie                         | |
|                   | Ziegel-Mastaba       | Chufudienefanch                               |                                                            | 5.–6. Dynastie                            | |
| S 820             |                      |                                               |                                                            | 5.–6. Dynastie                            | |
| G 5350            | Stein-Mastaba        |                                               |                                                            | 5.–6. Dynastie                            | |
|                   | Stein-Mastaba        | Kanefer                                       |                                                            | spätes Altes Reich                        | |
|                   | Stein-Mastabakomplex | Setka und dessen Sohn Ptahhotep               |                                                            | 6. Dynastie                               | |
| G 5370 (LG 31)    | Stein-Mastaba        | Djati                                         | Vorsteher aller Arbeiten des Königs                        | 5. Dynastie (Neferirkare oder später)     | |
| S 696/703         | Stein-Mastaba        |                                               |                                                            | 5.–6. Dynastie                            | |
|                   | Stein-Mastaba        | Chenit                                        | Gottesdienerin der Hathor                                  | 5. Dynastie (Isesi)                       | |
| S 677/817         | Stein-Mastaba        |                                               |                                                            | spätes Altes Reich                        | |
| S 676/707         | Stein-Mastaba        |                                               |                                                            | 5.–6. Dynastie                            | |
| G 5470 (LG 32)    | Stein-Mastaba        | Rawer II.                                     | Gottesdiener der Maat                                      | späte 5. Dynastie                         | |
| S 679/705         |                      |                                               |                                                            | spätes Altes Reich                        | |
|                   | Stein-Mastaba        | Nichet                                        |                                                            | spätes Altes Reich                        | |
| S 492             |                      |                                               |                                                            | 6. Dynastie                               | |
| S 660/661 (LG 33) |                      | Sechemanchuptah                               |                                                            | 6. Dynastie                               | |
| G 5480 (LG 29)    | Stein-Mastaba        | Heti                                          |                                                            | späte 5. oder 6. Dynastie                 | |
| S 590             |                      |                                               |                                                            | 5.–6. Dynastie                            | |
| G 5482            |                      |                                               |                                                            | 5.–6. Dynastie                            | |
| G 5520(LG 28)     | Stein-Mastaba        | Seanchenptah                                  |                                                            | späte 5. oder 6. Dynastie                 | |
| LG 38             | Stein-Mastaba        | Chnumhotep                                    |                                                            | 6. Dynastie                               | |
|                   | Stein-Mastaba        | Ipu                                           |                                                            | 6. Dynastie oder später                   | |
| G 5550            | Stein-Mastaba        | Idu Nefer und dessen Frau Hemetre             | Wesir                                                      | mittlere 6. Dynastie                      | Relieffragmente aus der Kultkammer im Roemer- und Pelizaeus-Museum Hildesheim                                |
|                   |                      | Idu II.                                       |                                                            | 6. Dynastie                               | Kastensarg des Idu II im Roemer- und Pelizaeus-Museum Hildesheim                                             |
| G 5560 (LG 35)    | Stein-Mastaba        | Kacherptah (Fetekta)                          |                                                            | frühe 6. Dynastie                         | |
|                   | Stein-Mastaba        | Anchwedja (Itji) und dessen Frau Meruka       |                                                            | 6. Dynastie                               | |
| S 678             |                      | Irenachti (Iri)                               |                                                            | späte 6. Dynastie oder Erste Zwischenzeit | |
| S 693             |                      | Merib                                         |                                                            | späte 6. Dynastie oder Erste Zwischenzeit | |
| LG 30             | Stein-Mastaba        | Menhebu                                       | Gottesdiener des Cheops                                    | 6. Dynastie                               | |
| S 700             |                      |                                               |                                                            | frühe 6. Dynastie                         | |

### Nekropole G 6000
| Grab-Nr.       | Typ           | Name des Besitzers            | Titel des Besitzers | Entstehungszeit                    | Anmerkungen                                                                        |
| -------------- | ------------- | ----------------------------- | --- | ---------------------------------- | ---------------------------------------------------------------------------------- |
| G 6010 (LG 15) | Stein-Mastaba | Neferbauptah                  | Gottesdiener des Cheops, Sahure, Neferirkare und Niuserre                                                                | Mitte bis Ende 5. Dynastie         |                                                                                    |
| G 6012         |               |                               | |                                    | Reste einer Mumienmaske wurden hier gefunden                                       |
| G 6014         |               |                               | |                                    | Reste einer Mumienmaske wurden hier gefunden                                       |
| G 6020 (LG 16) | Stein-Mastaba | Iymeri                        | Gottesdiener des Cheops                                                                                                  | 5. Dynastie (Niuserre oder später) |                                                                                    |
| G 6030 (LG 17) | Stein-Mastaba | Iti und dessen Frau Weseretka | Gottesdiener des Re und der Hathor im Sonnenheiligtum des Neferirkare, Gottesdiener des Neferirkare, Sahure und Niuserre | Mitte 5. Dynastie                  |                                                                                    |
| G 6037         | Stein-Mastaba |                               | | 5.–6. Dynastie                     |                                                                                    |
| G 6040 (LG 18) | Stein-Mastaba | Schepseskafanch               | | 5. Dynastie (Neferirkare)          |                                                                                    |
| G 6042         |               |                               | | späte 5. Dynastie                  | Eine hier gefunden Statuette befindet sich heute im Museum of Fine Arts in Boston. |

## Ostfriedhof

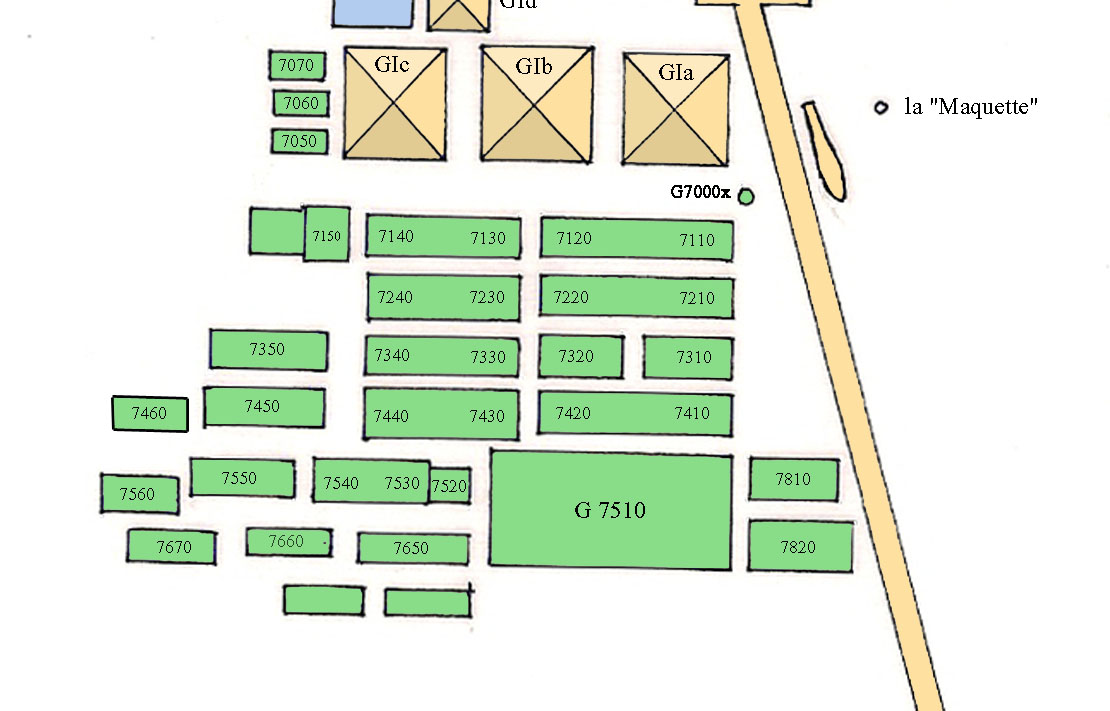
Der Ostfriedhof

### Grab der Hetepheres
| Grab-Nr. | Typ         | Name des Besitzers | Titel des Besitzers | Entstehungszeit                         | Anmerkungen |
| -------- | ----------- | ------------------ | ------------------- | --------------------------------------- | --- |
| G 7000x  | Schachtgrab | Hetepheres I.      |                     | 4. Dynastie (Regierungszeit des Cheops) | Hetepheres I. sollte vermutlich ursprünglich in einer von Cheops' Königinnenpyramiden (GIa) bestattet werden, bekam dann allerdings dieses Grab. Hier wurden ihr Sarkophag und zahlreiche Möbel gefunden, die sich heute im Ägyptischen Museum in Kairo befinden. |

### Nekropole G 7000
| Grab-Nr.            | Typ                            | Name des Besitzers                                    | Titel des Besitzers                                                   | Entstehungszeit                        | Anmerkungen |
| ------------------- | ------------------------------ | ----------------------------------------------------- | --------------------------------------------------------------------- | -------------------------------------- | --- |
| G 7050              | Stein-Mastaba                  | Neferetkau                                            |                                                                       | 4. Dynastie (Chephren)                 | Neferetkau war eine Tochter von Pharao Snofru.                                                                                  |
| G 7060 (LG 57)      | Stein-Mastaba                  | Nefermaat II.                                         | Königssohn, Wesir                                                     | 4. Dynastie (Chephren)                 | Sohn der Neferetkau. Unter Chephren war er Wesir.                                                                               |
| G 7070 (LG 56)      | Stein-Mastaba                  | Snofruchaef                                           |                                                                       | Mitte 4. bis Anfang 5. Dynastie        | Sohn von Nefermaat II. |
|                     |                                |                                                       |                                                                       |                                        | |
| G 7101              | Stein-Mastaba                  | Merirenefer (Kar)                                     | Vorsteher der Pyramidenstädte von Cheops und Mykerinos                | 6. Dynastie (Pepi I. oder später)      | |
| G 7102              | Stein-Mastaba                  | Idu                                                   |                                                                       | 6. Dynastie (Pepi I. oder später)      | |
| G 7110–7120         | steinerne Doppel-Mastaba       | Kawab und dessen Frau Hetepheres II.                  |                                                                       | 4. Dynastie (Cheops)                   | |
| G 7112              |                                |                                                       |                                                                       |                                        | vollständig zerstört |
| G 7130–7140         | steinerne Doppel-Mastaba       | Chaefchufu und dessen Frau Neferetkau                 |                                                                       | 4. Dynastie (Cheops)                   | Sohn des Cheops, vielleicht unter dem Namen Chephren Pharao                                                                     |
| G 7142              |                                |                                                       |                                                                       |                                        | |
| G 7150              | Stein-Mastaba                  | Chaefchufu II.                                        |                                                                       | 5. Dynastie (Niuserre)                 | |
| G 7152              | Stein-Mastaba                  | Sechemanchptah                                        |                                                                       | späte 5. oder 6. Dynastie              | |
|                     |                                |                                                       |                                                                       |                                        | |
| G 7210–7220         | steinerne Doppel-Mastaba       | Hordjedef und dessen Frau                             | Königssohn                                                            | 4. Dynastie (Cheops und später)        | Hordjedef war ein Sohn von Pharao Cheops.                                                                                       |
| G 7211              | Stein-Mastaba                  | Kaemanch                                              |                                                                       | späte 5. oder 6. Dynastie              | |
| G 7244–7246         | zusammengesetzte Stein-Mastaba | Chuenptah, seine Mutter Intkaes und seine Frau Chenut |                                                                       | 5. Dynastie                            | |
| G 7248              |                                | Mestju und dessen Frau Nubhotep                       |                                                                       |                                        | Eine hier gefundene Scheintür befindet sich heute im Museum of Fine Arts, Boston.                                               |
| G 7249              | Stein-Mastaba                  | Menib                                                 |                                                                       | 4.–5. Dynastie                         | |
|                     |                                |                                                       |                                                                       |                                        | |
| G 7330–7340         | steinerne Doppel-Mastaba       |                                                       |                                                                       | mittl. bis späte 4. Dynastie           | Ein hier gefundener Sarkophag befindet sich heute im Ägyptischen Museum in Kairo.                                               |
| G 7350              | Stein-Mastaba                  | Hetepheres II. (?)                                    |                                                                       | Ende 4. Dynastie                       | |
| G 7391              | Stein-Mastaba                  | Iteti und dessen Frau Senetanch                       |                                                                       | späte 5. Dynastie                      | |
|                     | Stein-Mastaba                  | Kai                                                   |                                                                       | 5.–6. Dynastie                         | östlich der Mastaba G 7391 gelegen                                                                                              |
|                     |                                |                                                       |                                                                       |                                        | |
| G 7410–7420         | steinerne Doppel-Mastaba       | Meresanch II. und Horbaef (?)                         | Meresanch II.: Königstochter, königliche Gemahlin Horbaef: Königssohn | 4. (Cheops) bis frühe 5. Dynastie      | |
| G 7411              | Stein-Mastaba                  | Kaemtjenenet und dessen Frau Hathornefer              |                                                                       | 5. Dynastie                            | |
| G 7430–7440 (LG 61) | steinerne Doppel-Mastaba       | Chaefmin                                              | Königssohn, Wesir                                                     | 4. Dynastie (Cheops und Chephren)      | Minchaef war ein Sohn des Cheops.                                                                                               |
| G 7450              |                                |                                                       |                                                                       |                                        | |
| G 7491              |                                |                                                       |                                                                       |                                        | |
|                     |                                |                                                       |                                                                       |                                        | |
| G 7510              | Stein-Mastaba                  | Anchhaf                                               | Wesir                                                                 | 4. Dynastie                            | Die Mastaba des Anchhaf ist das größte Privatgrab auf dem gesamten Gizeh-Plateau.                                               |
| G 7524              |                                | Horemachet, Sohn der Hedebiru                         |                                                                       | 26. Dynastie                           | Hier wurden vier Kanopen-Krüge gefunden, die sich jetzt im Museum of Fine Arts in Boston befinden.                              |
| G 7530–7540         | steinerne Doppel-Mastaba       | Meresanch III.                                        | Königstochter                                                         | 4. Dynastie (Chephren bis Schepseskaf) | Meresanch war die Tochter des Kawab und Gemahlin von Pharao Chephren. In ihrem Grab wurden Graffiti mit Datumsangaben gefunden. |
| G 7550 (LG 58)      | Stein-Mastaba                  | Duaenhor                                              | Königssohn                                                            | 4. Dynastie (Chephren bis Mykerinos)   | |
| G 7560              | Stein-Mastaba                  |                                                       |                                                                       | mittl. bis späte 4. Dynastie           | |
|                     |                                |                                                       |                                                                       |                                        | |
| G 7632              |                                | Imhotep, Sohn des Chereduanch                         |                                                                       | Spätzeit                               | Eine hier gefundene Statue des Verstorbenen befindet sich heute im Museum of Fine Arts in Boston.                               |
| G 7650              | Stein-Mastaba                  | Achtihotep und dessen Frau Meritites                  |                                                                       | 4. Dynastie (Cheops bis Chephren)      | |
| G 7562              |                                |                                                       |                                                                       | Ptolemäerzeit                          | Ein hier gefundener Holzsarg befindet sich heute im Museum of Fine Arts in Boston.                                              |
| G 7660 (LG 59)      | Stein-Mastaba                  | Kaemsechem                                            | Königssohn                                                            | späte 4. Dynastie                      | Kaemsechem war ein Sohn des Kawab                                                                                               |
| G 7663              |                                |                                                       |                                                                       |                                        | |
| G 7671              |                                |                                                       |                                                                       |                                        | Hier wurde eine beschriftete Schminkpalette aus Alabaster gefunden, die sich heute im Museum of Fine Arts in Boston befindet.   |
| G 7690              |                                | Iui                                                   |                                                                       |                                        | |
|                     |                                | Itisen                                                |                                                                       | 5. Dynastie                            | |
|                     |                                | Ibi                                                   |                                                                       | 5. Dynastie                            | |
|                     |                                | Siensnofru                                            |                                                                       | 5. Dynastie                            | |
|                     |                                |                                                       |                                                                       |                                        | |
| G 7711a             |                                | Chnumdjedef                                           | Königssohn                                                            | 5.–6. Dynastie                         | |
|                     |                                | Merichufu                                             | Königssohn                                                            | 5.–6. Dynastie                         | nördlich von Grab G 7711a gelegen                                                                                               |
| G 7715              |                                |                                                       |                                                                       | 6. Dynastie                            | Hier wurden einige Statuetten gefunden, die sich heute im Ägyptischen Museum in Kairo befinden.                                 |
| G 7721              | Felsgrab                       | Kacherptah                                            |                                                                       | 5. Dynastie                            | |
| G 7750              | Stein-Mastaba                  |                                                       |                                                                       | mittl. oder späte 4. Dynastie          | |
| G 7753              |                                |                                                       |                                                                       |                                        | |
| G 7757              |                                | Cheperre                                              |                                                                       | Ptolemäerzeit                          | Ein hier gefundener Sarg befindet sich heute im Museum of Fine Arts in Boston.                                                  |
| G 7760 (LG 60)      | Stein-Mastaba                  | Mindjedef                                             | Königssohn                                                            | 4. Dynastie (Cheops bis Mykerinos)     | Mindjedef ist ein Sohn des Kawab.                                                                                               |
| G 7772              |                                |                                                       |                                                                       | 5. Dynastie                            | Hier wurden zwei Statuen gefunden, die sich heute in Boston und Kairo befinden.                                                 |
| G 7788              |                                |                                                       |                                                                       | 18. Dynastie                           | |
| G 7792              |                                |                                                       |                                                                       | 26. Dynastie                           | Eine hier gefundene Statue des Osiris befindet sich heute im Museum of Fine Arts in Boston.                                     |
|                     |                                |                                                       |                                                                       |                                        | |
| G 7803              | Felsgrab                       |                                                       |                                                                       | 5.–6. Dynastie                         | Hier wurden Graffiti mit Datumsangaben gefunden.                                                                                |
| G 7809              |                                | Reti                                                  |                                                                       | 5. Dynastie                            | Eine hier gefundene Scheintür befindet sich heute im Museum of Fine Arts in Boston.                                             |
| G 7810              | Stein-Mastaba                  | Djati                                                 | Königssohn                                                            | Ende 4. oder Anfang 5. Dynastie        | |
|                     |                                | Werirni                                               |                                                                       | 5. Dynastie                            | zwischen G 7810 und 7820 gelegen. Ein hier gefundener Sarkophag befindet sich heute im Ägyptischen Museum in Kairo.             |
| G 7814              | Felsgrab                       | Kaaper                                                |                                                                       | 5.–6. Dynastie                         | |
| G 7815              | Felsgrab                       | Hepennebti                                            |                                                                       | 5.–6. Dynastie                         | |
| G 7820              | Stein-Mastaba                  | Iynefer... und dessen Frau Neferetkau                 |                                                                       | Ende 4. oder Anfang 5. Dynastie        | |
| G 7821              | Felsgrab                       | Neferseschemptah                                      |                                                                       | 5.–6. Dynastie                         | |
| G 7822              | Felsgrab                       | Mesu                                                  |                                                                       | 5.–6. Dynastie                         | |
| G 7836              | Felsgrab                       | Nebtiherkaues                                         |                                                                       | 5. Dynastie                            | |
| G 7837–7843         | Felsgrab                       | Anchmare                                              |                                                                       | erste Hälfte der. 5. Dynastie          | Hier wurden zwei ursprünglich separate Gräber miteinander verbunden.                                                            |
| G 7851              | Felsgrab                       | Wermeru                                               |                                                                       | Ende 5. oder 6. Dynastie               | |
|                     |                                |                                                       |                                                                       |                                        | |
| G 7911              |                                |                                                       |                                                                       | 5.–6. Dynastie                         | Ein hier gefundener Statuenkopf befindet sich heute im Museum of Fine Arts in Boston                                            |
| G 7946              |                                | Nefu und dessen Frau Chenemetsetju                    |                                                                       | 5.–6. Dynastie                         | |
| G 7948 (LG 75)      | Felsgrab                       | Chaefreanch und dessen Frau Nikahor                   |                                                                       |                                        | |

### Steinbruchgräber LG 63–80 und dazwischen
| Grab-Nr. | Typ      | Name des Besitzers                       | Titel des Besitzers                 | Entstehungszeit           | Anmerkungen                                                                       |
| -------- | -------- | ---------------------------------------- | ----------------------------------- | ------------------------- | --------------------------------------------------------------------------------- |
| LG 63    | Felsgrab | Kaemneferet                              |                                     | 5.–6. Dynastie            |                                                                                   |
| LG 64    | Felsgrab | Nesemnau                                 |                                     | Mitte 5. oder 6. Dynastie |                                                                                   |
| LG 65    | Felsgrab | Name unsicher                            |                                     | 5.–6. Dynastie            |                                                                                   |
| LG 66    | Felsgrab |                                          |                                     | 5.–6. Dynastie            |                                                                                   |
|          | Felsgrab | Iauptah                                  |                                     | 5.–6. Dynastie            | In der Nähe von Grab LG 66 gelegen. Genaue Position unklar.                       |
| LG 67    | Felsgrab | Wa                                       | Augenarzt                           | 5.–6. Dynastie            |                                                                                   |
|          | Felsgrab | Name unsicher                            |                                     | 5.–6. Dynastie            |                                                                                   |
| LG 68    | Felsgrab | Iteti                                    | Wab-Priester des Königs             | 5.–6. Dynastie            |                                                                                   |
|          | Felsgrab |                                          |                                     | 5.–6. Dynastie            | „Grab mit drei Säulen“. Zwischen LG 68 und LG 69 gelegen. Genaue Position unklar. |
|          | Felsgrab | Tjenti                                   |                                     | 5.–6. Dynastie            | Östlich von Grab G 68 gelegen. Genaue Position unklar                             |
|          | Felsgrab | Sokarihotep                              |                                     | 5.–6. Dynastie            | Unterhalb von Grab LG 69 gelegen.                                                 |
| LG 69    | Felsgrab | Kay                                      | Wab-Priester des Königs             | 5.–6. Dynastie            |                                                                                   |
| LG 70    | Felsgrab | Merib                                    |                                     | 6. Dynastie               |                                                                                   |
|          | Felsgrab | „Kadjeded“                               | Königssohn                          | 5. Dynastie               | Nach Reisner nahe Grab Nr. 6 des Service des Antiquités gelegen.                  |
| LG 71    | Felsgrab |                                          |                                     | 5.–6. Dynastie            | Unbeschriftetes Grab mit einigen aus dem Fels gehauenen Statuen.                  |
| LG 72    | Felsgrab | Nebu                                     |                                     | 5.–6. Dynastie            |                                                                                   |
| LG 73    | Felsgrab | Dendenu und dessen Frau Neferhetepes     |                                     | 5.–6. Dynastie            |                                                                                   |
| LG 74    | Felsgrab | Dendenu                                  |                                     | 5.–6. Dynastie            |                                                                                   |
|          | Felsgrab | Name unbekannt                           | Vorsteher der Beiden Schatzhäuser   | 5.–6. Dynastie            | Nahe Grab G 7948 gelegen. Genaue Position unklar.                                 |
| LG 76    | Felsgrab | Chufuhotep und dessen Frau Henutsen      | Vorsteher aller Arbeiten des Königs | 5. Dynastie oder später   |                                                                                   |
| LG 77    | Felsgrab | Tjenti                                   |                                     | 5.–6. Dynastie            |                                                                                   |
| LG 78    | Felsgrab | Perseneb und dessen Frau Hetepherneferet |                                     | Mitte 5. oder 6. Dynastie |                                                                                   |
| LG 79    | Felsgrab | Nefersefechptah und dessen Frau Abedut   | Wab-Priester des Königs             | 5.–6. Dynastie            |                                                                                   |
| LG 80    | Felsgrab | Ipi                                      |                                     | 5. Dynastie               |                                                                                   |

### Steinbruchgräber ausgegraben vom Service des Antiquités
| Grab-Nr. | Typ      | Name des Besitzers | Titel des Besitzers                         | Entstehungszeit         | Anmerkungen                                                                                             |
| -------- | -------- | ------------------ | ------------------------------------------- | ----------------------- | --- |
| 1        | Felsgrab | Anchwedjes         |                                             | 5. Dynastie oder später | Hier wurde auch eine Scheintür des Nikauhor, eines Vorstehers der „Pyramide“ des Schepseskaf, gefunden. |
| 2        | Felsgrab | Tua                |                                             | 5. Dynastie oder später | |
| 4        | Felsgrab | Chenemhotep        |                                             | 5. Dynastie oder später | |
| 5        | Felsgrab | Neferet            |                                             | 5. Dynastie oder später | |
| 6        | Felsgrab | Merichufu          | Gottesdiener des Chephren und des Mykerinos | 5. Dynastie oder später | |
| 7        | Felsgrab | Kaneneb            |                                             | 5. Dynastie oder später | |

### Gräber nördlich der Großen Sphinx
| Grab-Nr.        | Typ           | Name des Besitzers | Titel des Besitzers            | Entstehungszeit | Anmerkungen                                                               |
| --------------- | ------------- | ------------------ | ------------------------------ | --------------- | ------------------------------------------------------------------------- |
|                 | Stein-Mastaba | Kawehem            |                                | 5.–6. Dynastie  | Stark zerstört, heute nicht mehr zugänglich.                              |
| No. 4 (Hassan)  | Felsgrab      | Achre              | ältester leiblicher Königssohn | 5.–6. Dynastie  | Wurde im Neuen Reich wiederbenutzt.                                       |
|                 | Felsgrab      | Inkaef             | Gottesdiener des Sahure        | 5. Dynastie     | Außerhalb des Grabes wurde die Basis einer Statue des Besitzers gefunden. |
| No. 9 (Hassan)  | Felsgrab      |                    |                                | Altes Reich     | Genaue Position unklar.                                                   |
| No. 11 (Hassan) | Felsgrab      |                    |                                | Altes Reich     | Wurde im Neuen Reich wiederbenutzt.                                       |

### Steinbruchgräber ausgegraben von Schiaparelli (1903)
| Grab-Nr. | Typ | Name des Besitzers               | Titel des Besitzers     | Entstehungszeit               | Anmerkungen             |
| -------- | --- | -------------------------------- | ----------------------- | ----------------------------- | ----------------------- |
|          |     | Neferka und dessen Frau Tjentet  | Wab-Priester des Königs | späte 4. Dynastie oder später | Genaue Position unklar. |
|          |     | Itjet und dessen Frau Perneferet |                         | 5.–6. Dynastie                | Genaue Position unklar. |

## Friedhof G I S

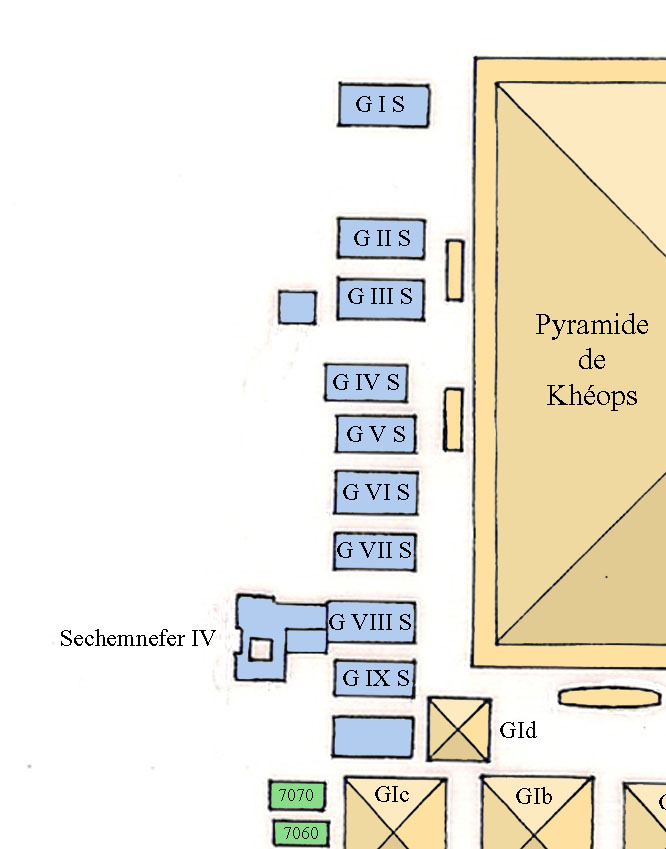
Der Friedhof G I S

| Grab-Nr.       | Typ                                         | Name des Besitzers                     | Titel des Besitzers                              | Entstehungszeit                 | Anmerkungen |
| -------------- | ------------------------------------------- | -------------------------------------- | ------------------------------------------------ | ------------------------------- | --- |
| G I S          | Stein-Mastaba                               |                                        |                                                  | 4. Dynastie (Mykerinos)         | Ein hier gefundener unbeschrifteter Granit-Sarkophag befindet sich heute im Roemer- und Pelizaeusmuseum in Hildesheim.                                              |
|                | Stein-Mastaba                               | Itjef                                  |                                                  | 6. Dynastie                     | Eine hier gefundene Statuengruppe befindet sich heute im Wiener Kunsthistorischen Museum, Fragmente weiterer Statuen wahrscheinlich im Ägyptischen Museum in Kairo. |
|                | Mastaba, teils aus Stein, teils aus Ziegeln | Chenemnefer                            |                                                  | 6. Dynastie                     | Hier wurde ein Sarkophag mit Name und Titeln des Verstorbenen gefunden.                                                                                             |
|                | Stein-Mastaba                               | Nunetjer und dessen Frau Henutsen      |                                                  | 6. Dynastie                     | |
| S 39/40        |                                             |                                        |                                                  | 6. Dynastie                     | Oberbau zerstört. |
|                | Stein-Mastaba                               | Nianchhathor                           |                                                  | 6. Dynastie                     | Oberbau zerstört. |
|                | Ziegel-Mastaba, mit Stein ausgekleidet      | Isu und Meschedu                       |                                                  | 6. Dynastie                     | |
| G II S         | Stein-Mastaba                               | Kaemneferet                            |                                                  | 4. Dynastie (Mykerinos)         | Ein hier gefundener Sarkophag aus Rosengranit mit Name und Titeln des Verstorbenen befindet sich heute im Roemer- und Pelizaeus-Museum Hildesheim.                  |
|                | Stein-Mastaba                               | Iymery                                 | Wab-Priester des Königs                          | 6. Dynastie                     | Hier wurde eine Opfertafel des Verstorbenen gefunden, die sich heute im Ägyptischen Museum in Kairo befindet.                                                       |
| G III S        | Stein-Mastaba                               | Chufudjedef                            | Königssohn                                       | 4. Dynastie (Mykerinos)         | Ein hier gefundener Sarkophag aus Rosengranit mit Name und Titeln des Verstorbenen befindet sich heute im Roemer- und Pelizaeusmuseum in Hildesheim.                |
| S 94/160       | Stein-Mastaba                               | unbekannt (nach H. Junker Iymery [II]) |                                                  | 6. Dynastie                     | |
| G IV S (LG 52) | Stein-Mastaba                               | Nianchre                               |                                                  | 4. Dynastie (Mykerinos)         | |
| S 127/129      | Stein-Mastaba                               |                                        |                                                  | 6. Dynastie                     | Eine hier gefundene Opferliste befindet sich heute im Roemer- und Pelizaeusmuseum in Hildesheim.                                                                    |
| S 125/157      | Stein-Mastaba                               |                                        |                                                  | 6. Dynastie                     | |
|                | Stein-Mastaba                               | Nisuseanch und dessen Frau Chenut      | Gottesdiener des Cheops, Wab-Priester des Königs | 6. Dynastie                     | |
|                | Mastaba, teils aus Ziegeln, teils aus Stein | Nisuhenu und dessen Frau Nianchhathor  |                                                  | 6. Dynastie                     | |
| G VI S         | Stein-Mastaba                               |                                        |                                                  | 4. Dynastie (Mykerinos)         | Ein hier gefundener unbeschrifteter Sarkophag aus Rosengranit befindet sich heute im Kunsthistorischen Museum in Wien.                                              |
| G VII S        | Stein-Mastaba                               |                                        |                                                  | 4. Dynastie (Mykerinos)         | Hier gefundene Fragmente einiger Statuen befinden sich heute vermutlich im Ägyptischen Museum in Kairo.                                                             |
| G VIII S       | Stein-Mastaba                               | Sechemka                               |                                                  | Ende 5. Dynastie oder später    | Ein hier gefundener Granit-Sarkophag des Verstorbenen befindet sich heute im Roemer- und Pelizaeusmuseum in Hildesheim.                                             |
|                | Stein-Mastaba                               | Sehetepu (Tepu)                        |                                                  | Ende 5. oder Anfang 6. Dynastie | |
|                | Stein-Mastaba                               | Heneni                                 |                                                  | 6. Dynastie                     | Eine hier gefundene Scheintür befindet sich heute im Roemer- und Pelizaeusmuseum in Hildesheim.                                                                     |
| G IX S         | Stein-Mastaba                               |                                        |                                                  | 4. Dynastie (Mykerinos)         | |
|                | Stein-Mastaba                               | Chenut                                 |                                                  | 6. Dynastie                     | |
| LG 55          | Stein-Mastaba                               | Nianchre (II.)                         |                                                  | späte 5. oder frühe 6. Dynastie | Eine hier gefundene Statue des Verstorbenen befindet sich heute im Ägyptischen Museum in Kairo.                                                                     |
| LG 53          | Stein-Mastaba                               | Seschemnefer (IV.)                     |                                                  | Ende 5. oder 6. Dynastie        | Zahlreiche Reliefs aus diesem Grab befinden sich heute im Roemer- und Pelizaeusmuseum in Hildesheim.                                                                |
|                | Stein-Mastaba                               | Seschemnefer-Tjeti                     |                                                  | 6. Dynastie                     | |
| LG 54          | Stein-Mastaba                               | Hetepheres                             | Gottesdienerin der Neith                         | 6. Dynastie                     | Hier wurde ein Holzsarg aus der Spätzeit gefunden. |
|                | Stein-Mastaba                               | Ptahhotep                              |                                                  | 6. Dynastie                     | |
|                | Stein-Mastaba                               | Tjetut                                 |                                                  | 6. Dynastie                     | Eine Scheintür der Verstorbenen befindet sich heute im Roemer- und Pelizaeusmuseum in Hildesheim.                                                                   |

## Steinbruch-Friedhof westlich der Chephren-Pyramide
| Grab-Nr. | Typ      | Name des Besitzers | Titel des Besitzers       | Entstehungszeit                      | Anmerkungen                                        |
| -------- | -------- | ------------------ | ------------------------- | ------------------------------------ | -------------------------------------------------- |
|          | Felsgrab | Ima                |                           | 5.–6. Dynastie                       |                                                    |
| LG 10    | Felsgrab | Senedjib (Inti)    |                           | 5. Dynastie (Djedkare)               | Senedjib ist ebenfalls Besitzer des Grabes G 2370. |
| LG 11    | Felsgrab | Name verloren      | Gottesdienerin der Hathor | 5.–6. Dynastie                       |                                                    |
| LG 12    | Felsgrab | Nebemachet         |                           | 4. Dynastie (Chephren bis Mykerinos) | Nebemachet ist auch Besitzer des Grabes LG 86.     |
| LG 13    | Felsgrab | Name verloren      |                           | 5.–6. Dynastie                       |                                                    |

## Central Field

### Gräber aus dem Alten Reich
| Grab-Nr.       | Typ                                 | Name des Besitzers                                                           | Titel des Besitzers                                                                         | Entstehungszeit                          | Anmerkungen                                                                                                  |
| -------------- | ----------------------------------- | ---------------------------------------------------------------------------- | ------------------------------------------------------------------------------------------- | ---------------------------------------- | --- |
|                | Felsgrab                            | Her...                                                                       | ältester Königssohn                                                                         | 4. Dynastie                              | |
| LG 86          | Felsgrab                            | Nebemachet                                                                   | Königssohn, Wesir                                                                           | 4. Dynastie (Chephren)                   | |
| LG 87          | Felsgrab                            | Nikaure                                                                      | ältester Königssohn, Wesir                                                                  | 4. Dynastie (Chephren)                   | |
| LG 88          | Felsgrab                            | Per(senet)                                                                   | Königliche Gemahlin, Königstochter                                                          | 4. Dynastie (Chephren)                   | |
| G 8154 (LG 89) | Felsgrab                            | Sechemkare                                                                   | ältester Königssohn, Wesir                                                                  | 4. Dynastie (Chephren)                   | |
| G 8140         | Felsgrab                            | Niuserre                                                                     | Königssohn, oberster Vorlesepriester                                                        | 4. Dynastie (Chephren)                   | Das Grab blieb unvollendet                                                                                   |
| G 8130         | Felsgrab                            | Nianchre                                                                     | Vorsteher aller königlichen Arbeiten, Königssohn                                            | 4. oder 5. Dynastie                      | |
| G 8090 (LG 90) | Felsgrab                            | Debehen                                                                      |                                                                                             | 4. Dynastie (Mykerinos) oder 5. Dynastie | |
| LG 91          | Stein-Mastaba                       | Nikauhor                                                                     |                                                                                             | 5. Dynastie oder später                  | |
| LG 92          | teils Felsgrab, teils Stein-Mastaba | Iunmin                                                                       | ältester Königssohn, Wesir                                                                  | 4. Dynastie (Chephren)                   | |
| G 8066         | Stein-Mastaba                       | Chuienptah                                                                   | Wab-Priester des Königs                                                                     | 5. Dynastie oder später                  | |
|                | Felsgrab                            | Name unbekannt                                                               |                                                                                             | Altes Reich                              | |
| G 8056         | Stein-Mastaba                       | Hekenichnum                                                                  | Vorsteher der Wüste, Vorsteher des Horusweges, Vorsteher der Truppen                        | 5. oder 6. Dynastie                      | |
| G 8034         | Felsgrab                            | Memi                                                                         |                                                                                             | 5. Dynastie oder später                  | |
| G 8026         | Stein-Mastaba                       | Iti                                                                          |                                                                                             | 5. Dynastie oder später                  | |
|                | Stein-Mastaba                       | Neferhotep                                                                   |                                                                                             | 5. Dynastie oder später                  | |
|                | Felsgrab                            | Seschemnefer (Ifi)                                                           |                                                                                             | 6. Dynastie                              | |
|                | Felsgrab                            | Name unbekannt                                                               |                                                                                             |                                          | |
|                | Stein-Mastaba                       | Babaef                                                                       | Königssohn                                                                                  | 4. Dynastie                              | |
|                | Stein-Mastaba                       | Name unbekannt                                                               |                                                                                             |                                          | |
|                | Stein-Mastaba                       | Name unbekannt                                                               |                                                                                             | 5.–6. Dynastie                           | |
|                | Stein-Mastaba                       | Nechetka                                                                     | Wab-Priester des Königs, Gottesdiener des Sahure                                            | Mitte 5. Dynastie oder später            | |
|                | Felsgrab                            | Irsechu                                                                      |                                                                                             | 4. Dynastie                              | |
|                | Stein-Mastaba                       | Rachuf                                                                       | Vorsteher der Chephren-Pyramide, Gottesdiener des Chephren                                  | 5. Dynastie oder später                  | |
| G 8290         | Stein-Mastaba                       | Rahotep                                                                      | Königssohn                                                                                  | Mitte 5. Dynastie oder später            | |
|                | Stein-Mastaba                       | Hetepi                                                                       |                                                                                             | Ende 5. Dynastie oder später             | |
|                | Stein-Mastaba                       | Ni...etre                                                                    | Königssohn                                                                                  | Mitte 5. Dynastie oder später            | |
| LG 94          | Stein-Mastaba                       | Rawer III.                                                                   | Vorsteher aller Arbeiten des Königs                                                         | 4./5./6. Dynastie?                       | |
|                |                                     | Chakauptah                                                                   |                                                                                             | 5.–6. Dynastie                           | |
|                |                                     | Chabauptah                                                                   |                                                                                             | 5.–6. Dynastie                           | |
|                |                                     | Schepsipuptah                                                                |                                                                                             | 5.–6. Dynastie                           | |
|                |                                     | Name unbekannt                                                               |                                                                                             | 5.–6. Dynastie                           | |
|                | Felsgrab                            | Iunre                                                                        | Ältester Königssohn des Chephren, des Königs von Ober- und Unterägypten                     |                                          | |
|                | Felsgrab                            | Kasewedj                                                                     |                                                                                             | 5. Dynastie oder später                  | |
|                | Felsgrab                            | Hemetre                                                                      | älteste Königstochter, Gottesdienerin der Hathor                                            | 4. Dynastie (Chephren)                   | |
|                | Felsgrab                            | Senebuka                                                                     |                                                                                             | Frühe 5. Dynastie                        | |
|                | Steinmastaba                        | Kadua                                                                        |                                                                                             | 5. Dynastie (Niuserre oder später)       | |
|                | Stein-Mastaba                       | Hemu                                                                         |                                                                                             | Ende 5. Dynastie oder später             | |
|                | Stein-Mastaba                       | Anchemsaef                                                                   |                                                                                             | Ende 5. Dynastie oder später             | |
|                | Felsgrab                            | Teti                                                                         |                                                                                             | 5. Dynastie                              | |
| G 8460         | Felsgrab                            | Anchmare                                                                     | ältester Königssohn, Wesir                                                                  | Ende 4. Dynastie                         | |
|                | Stein-Mastaba                       | Sechemka                                                                     |                                                                                             | Ende 4. Dynastie oder später             | |
|                | Stein-Mastaba                       | Nikauhathor                                                                  |                                                                                             | 5. Dynastie                              | |
|                | Stein-Mastaba                       | Kakaianch                                                                    |                                                                                             | 5. Dynastie                              | |
|                | Stein-Mastaba                       | Inkaef                                                                       | Gottesdiener des Chephren                                                                   | Mitte 5. Dynastie oder später            | |
|                | Stein-Mastaba                       | Neferchuu und Kaaper; Nisanchhathor, Frau des Neferchuu                      | Neferchuu: Vorsteher der Chephren-Pyramide Kaaper: Vorsteher der Chephren-Pyramide          | 5.–6. Dynastie                           | |
|                | Stein-Mastaba                       | Name unbekannt                                                               |                                                                                             | 5.–6. Dynastie                           | |
|                | Stein-Mastaba                       | Seschemnefer                                                                 |                                                                                             | Mitte 5. Dynastie oder später            | |
|                | Stein-Mastaba                       | Rechetre                                                                     | Königstochter, Königsgemahlin                                                               | späte 4. oder 5. Dynastie                | Rechetre war eine Tochter des Chephren                                                                       |
|                | Felsgrab                            | Seschemnefer (Ifi)                                                           |                                                                                             | 6. Dynastie                              | |
|                | Stein-Mastabakomplex                | Irenachti (Irenptah, Iri), Kaemneferet und Kakaianch                         |                                                                                             | 6. Dynastie                              | |
|                | Stein-Mastaba                       | Semaanch                                                                     |                                                                                             | 6. Dynastie                              | |
|                | Stein-Mastaba                       | Kar                                                                          |                                                                                             | Ende 5. Dynastie oder später             | |
|                | Stein-Mastaba                       | Name unbekannt                                                               |                                                                                             | 5. Dynastie oder später                  | |
|                | Stein-Mastaba                       | Sechentiuka und dessen Frau Nianchscheret                                    |                                                                                             | 5. Dynastie oder später                  | |
|                | Stein-Mastaba                       | Imaneit                                                                      |                                                                                             | 5. Dynastie oder später                  | |
|                | Teils Felsgrab, teils Stein-Mastaba | Itisen und dessen Frau Nimaathap                                             |                                                                                             | Mitte 5. Dynastie oder später            | |
|                | Stein-Mastaba                       | Neferherenptah (Fefi) und dessen Frau Satmeret                               | Wab-Priester des Königs, Gottesdiener von Chephren und Mykerinos                            | 5. Dynastie oder später                  | |
|                | Felsgrab                            | Suf und dessen Frau Nedjetempet                                              |                                                                                             | 5. Dynastie oder später                  | |
|                | Felsgrab                            | Name unbekannt                                                               |                                                                                             | 5.–6. Dynastie                           | Das Grab wurde während der Spätzeit wiederverwendet.                                                         |
|                | Felsgrab                            | Messa                                                                        |                                                                                             | Mitte 5. Dynastie                        | |
| LG 95          | Felsgrab                            | Chuuwer und dessen Frau Henutsen                                             | Gottesdiener im Sonnenheiligtum des Niuserre, Gottesdiener von Mykerinos und Osiris         | Ende 5. Dynastie                         | Chuuwer war ein Sohn des Messa.                                                                              |
| Grab I         | Felsgrab                            |                                                                              |                                                                                             | 5. oder 6. Dynastie                      | Das Grab wurde in der Spätzeit wiederverwendet                                                               |
|                | Felsgrab                            | Seanchui                                                                     |                                                                                             | Mitte 5. Dynastie oder später            | |
|                | Felsgrab                            | Bunefer                                                                      | Königsgemahlin, leibliche Königstochter, Gottesdienerin des Schepseskaf                     | Ende 4. bis 5. Dynastie                  | Bunefer war eine Gemahlin oder Tochter des Schepseskaf                                                       |
| Grab H         | Felsgrab                            | Name unbekannt                                                               |                                                                                             | Mitte 5. Dynastie oder später            | |
|                | Felsgrab                            | Renpetnefer                                                                  | Wab-Priester des Königs, Gottesdiener der Königsmutter (Chentkaues?)                        | 5. Dynastie oder später                  | |
|                | Felsgrab                            | Perneb                                                                       |                                                                                             | 5. Dynastie oder später                  | |
|                | Felsgrab                            | Tjesti                                                                       |                                                                                             | 5. Dynastie                              | |
|                | teils Fels-, teils Steingrab        | Anchhaf (Qar)                                                                |                                                                                             | 6. Dynastie                              | |
|                | Felsgrab                            | Nisanchachti (Itji)                                                          |                                                                                             | 6. Dynastie                              | Nisanchachti war ein Sohn des Anchhaf.                                                                       |
|                | Felsgrab                            | Medunefer                                                                    |                                                                                             | Mitte 5. Dynastie oder später            | |
| LG 99          | Felsgrab                            | Nefer und dessen Frau Nubiret                                                | Gottesdiener des Chephren                                                                   | Mitte 5. Dynastie oder später            | |
|                | Felsgrab                            | Sedhetep                                                                     | Wab-Priester des Königs                                                                     | 5. Dynastie                              | |
| LG 96          | Felsgrab                            | Kameni und dessen Frau Haterkau                                              |                                                                                             | 5. Dynastie                              | |
|                | Stein-Mastaba                       | Schepsesachti und dessen Frau Iti                                            |                                                                                             | 6. Dynastie                              | |
|                |                                     | Seschemu und dessen Frau Tjetit                                              |                                                                                             | 6. Dynastie                              | |
| Grab F         | Felsgrab                            |                                                                              |                                                                                             | 6. Dynastie                              | |
| Grab G         | Felsgrab                            |                                                                              |                                                                                             | 6. Dynastie                              | |
| Grab E         | teils Felsgrab, teils Stein-Mastaba |                                                                              |                                                                                             |                                          | |
|                | Stein-Mastaba                       | Chenu und dessen Frau Iufenanch                                              | Gottesdiener des Mykerinos                                                                  | 6. Dynastie                              | |
|                | Stein-Mastaba                       | Remenuka                                                                     | Wab-Priester des Mykerinos                                                                  | 6. Dynastie                              | |
|                | Stein-Mastaba                       | Kahersetef                                                                   |                                                                                             | 5. oder frühe 6. Dynastie                | |
|                | Felsgrab                            | Name unbekannt                                                               |                                                                                             | 5.–6. Dynastie                           | Das Grab blieb unvollendet.                                                                                  |
|                | Felsgrab                            | Kaaper                                                                       |                                                                                             | vermutlich späte 5. Dynastie             | |
|                | Mastaba-Komplex                     | Familie des Kaemneferet                                                      |                                                                                             | Mitte 5. Dynastie oder später            | |
| Schacht 294    | Stein-Mastaba                       |                                                                              |                                                                                             | 5.–6. Dynastie                           | In Schacht 294 fand sich eine unberaubte Grabkammer; wertvolle Schmuckfunde (Golddiadem, goldene Kette)      |
|                | Stein-Mastaba                       | Djefanesut                                                                   |                                                                                             | Mitte 5. Dynastie                        | |
|                | Stein-Mastaba                       | Rawer                                                                        |                                                                                             | 6. Dynastie                              | |
|                | Stein-Mastaba                       | Rawer                                                                        |                                                                                             | 5. Dynastie (Neferirkare)                | |
|                | Stein-Mastaba                       | Neferwenet                                                                   |                                                                                             | 5. Dynastie                              | |
|                | Stein-Mastaba                       | Mersuanch                                                                    |                                                                                             | Ende 5. Dynastie                         | |
|                | Stein-Mastaba                       | Meruka                                                                       |                                                                                             | Mitte 5. Dynastie oder später            | |
| Schacht 35     | Stein-Mastaba                       |                                                                              |                                                                                             | 5.–6. Dynastie                           | |
|                | Stein-Mastaba                       | Kachernesut                                                                  |                                                                                             | 5. Dynastie                              | |
|                | Stein-Mastaba                       | Dag und dessen Frau Tjeteti                                                  | Wab-Priester des Königs, Gottesdiener des Cheops                                            | 6. Dynastie                              | |
|                | Stein-Mastaba                       | Sechemanchptah (Sechemptah) und Nisuweseret; Chenut, Frau des Sechemanchptah | Sechemanchptah: Gottesdiener des Mykerinos                                                  | 6. Dynastie                              | |
|                | Stein-Mastaba                       | Schepseskafanch                                                              | Gottesdiener des Chephren                                                                   | Ende 5. bis Mitte 6. Dynastie            | |
|                | Stein-Mastaba                       | Wetetjhetep                                                                  |                                                                                             | späte 4. oder 5. Dynastie                | |
|                | Felsgrab                            | Waschptah und dessen Frau Wemtetka                                           | Gottesdiener von Ptah, Sokar und Cheops                                                     | Ende 4. oder frühe 5. Dynastie           | |
|                | Felsgrab                            | Chamerernebti II.                                                            | älteste leibliche Königstochter, Königsgemahlin                                             | Mitte bis Ende 4. Dynastie               | Auch als „Galarza Grab“ bekannt. Chamerernebti II. war eine Tochter des Chephren und Gemahlin von Mykerinos. |
|                | Felsgrab                            | Kaunesut und dessen Frau Weretka                                             |                                                                                             | späte 4. oder 5. Dynastie                | |
|                |                                     | Iunes                                                                        | Gottesdienerin der Hathor                                                                   | spätes Altes Reich                       | |
|                | Stein-Mastaba                       | Nary                                                                         |                                                                                             | 5.–6. Dynastie                           | |
|                | Stein-Mastaba                       | Anchtef und dessen Frau Anchnes…                                             |                                                                                             | 6. Dynastie                              | |
|                | Felsgrab                            | Nefernemtut                                                                  |                                                                                             | vermutlich 5. Dynastie                   | |
| LG 98          | Felsgrab                            |                                                                              |                                                                                             | Altes Reich                              | |
|                | teils Fels-, teils Steingrab        | Qednas und dessen Frau Henutes                                               |                                                                                             | 5.–6. Dynastie                           | |
|                | Stein-Mastaba                       | Kadebehen                                                                    |                                                                                             | 6. Dynastie                              | |
|                | Felsgrab                            | Chaefreanch                                                                  |                                                                                             | 5.–6. Dynastie                           | |
| G 8720         | Felsgrab                            | Kai                                                                          | leiblicher Königssohn                                                                       | frühe oder mittlere 5. Dynastie          | |
|                |                                     | Nesutpunefer                                                                 |                                                                                             | 4.–5. Dynastie (Radjedef bis Sahure)     | |
|                | Stein-Mastaba                       | Tjereru                                                                      |                                                                                             | 6. Dynastie                              | |
| Grab C         | Ziegel-Mastaba                      |                                                                              |                                                                                             | 5.–6. Dynastie                           | |
|                | Felsgrab                            | Meranchef und dessen Frau Neferhetepes                                       | Wab-Priester des Königs, Gottesdiener des Cheops                                            | 6. Dynastie                              | |
|                | Felsgrab                            | Chuta und dessen Frau Neferhanesut                                           | Gottesdiener des Mykerinos                                                                  | Mitte 5. Dynastie oder später            | |
|                | Stein-Mastaba                       | Seschemnefer                                                                 |                                                                                             | 5.–6. Dynastie                           | |
|                | Stein-Mastaba                       | Chenet                                                                       |                                                                                             | Ende 5. Dynastie oder später             | |
|                | Stein-Mastaba                       | Chenu                                                                        |                                                                                             | 5.–6. Dynastie                           | |
|                | Stein-Mastaba                       | Ireru und dessen Frau Kaemhemet                                              | Wab-Priester des Königs                                                                     | Ende 5. oder 6. Dynastie                 | |
|                | Felsgrab                            | Dersemat                                                                     |                                                                                             | 5.–6. Dynastie                           | |
|                | Stein-Mastaba                       | Waschptah                                                                    |                                                                                             | späte 5. oder 6. Dynastie                | |
|                | Felsgrab                            | Djedi                                                                        |                                                                                             | 5. Dynastie                              | |
|                | Stein-Mastaba                       | Neferetnesut und dessen Frau Nisuhenu                                        |                                                                                             | 5. Dynastie                              | |
|                | Felsgrab                            | Qednas                                                                       |                                                                                             | 5. Dynastie                              | |
|                | Felsgrab                            | Wepemneferet (Wep) und dessen Frau Meresanch                                 | Meresanch: Königstochter                                                                    | mittlere bis späte 5. Dynastie           | |
|                | teils Fels-, teils Steingrab        | Nimaatre und Neferesris; Hetepheres (Chenut), Frau des Nimaatre              | Nimaatre: Gottesdiener des Re im Sonnenheiligtum und Wab-Priester der Pyramide des Niuserre | späte 5. Dynastie                        | |
|                | teils Fels-, teils Steingrab        | Achethotep                                                                   |                                                                                             | frühe 5. bis frühe 6. Dynastie           | In der Mastaba fand sich auch die Scheintür des Kanefer und der Peseschet                                    |
|                | teils Fels-, teils Steingrab        | Imby und dessen Frau Neferet                                                 |                                                                                             | Ende 5. Dynastie oder später             | |
|                | Stein-Mastaba                       | User                                                                         |                                                                                             | Mitte 5. Dynastie oder später            | |
|                | Stein-Mastaba                       | Iy und dessen Frau Hekenu                                                    |                                                                                             | Ende 5. Dynastie oder später             | |
|                | teils Fels-, teils Steingrab        | Ptahsedjefa und dessen Frau Hetepheres                                       |                                                                                             | Mitte 5. Dynastie oder später            | |
|                | Stein-Mastaba                       | Hesi und Nianchhathor                                                        |                                                                                             | 5. Dynastie                              | |
|                | teils Fels-, teils Steingrab        | Kaweseret                                                                    | Gottesdienerin der Neith                                                                    | 4. Dynastie                              | |
|                | Ziegel-Mastaba                      | Kahersetef                                                                   | Wab-Priester (des Königs)                                                                   | 5. Dynastie                              | |
|                | Stein-Mastaba                       | Neferhotep und dessen Frau Anchkaues                                         |                                                                                             | 5. Dynastie                              | |
|                | teils Fels-, teils Steingrab        | Nesettjemat und dessen Frau Nubka                                            |                                                                                             | 5. Dynastie                              | |
|                | Stein-Mastaba                       | Name unbekannt                                                               |                                                                                             | 5. Dynastie                              | |
|                | Stein-Mastaba                       | Duare                                                                        | Gottesdiener des Mykerinos                                                                  | 5. Dynastie                              | |
|                | Stein-Mastaba                       | Waschduau                                                                    | Augenarzt                                                                                   | 5. Dynastie                              | |

### Grab der Chentkaus I.
| Grab-Nr. | Typ | Name des Besitzers | Titel des Besitzers                             | Entstehungszeit                | Anmerkungen |
| -------- | --- | ------------------ | ----------------------------------------------- | ------------------------------ | ----------- |
| LG 100   |     | Chentkaus I.       | Mutter zweier Könige von Ober- und Unterägypten | Ende 4. oder frühe 5. Dynastie |             |

### Saitische und spätere Gräber
| Grab-Nr. | Typ | Name des Besitzers                       | Titel des Besitzers | Entstehungszeit                       | Anmerkungen                                         |
| -------- | --- | ---------------------------------------- | ------------------- | ------------------------------------- | --------------------------------------------------- |
| LG 81    |     |                                          |                     | 26. Dynastie                          |                                                     |
| LG 83    |     | Ahmose und dessen Mutter Nechetubasterau |                     | 26. Dynastie                          | Nechetubasterau war eine Gemahlin von Pharao Amasis |
| LG 84    |     | Pakap (Wehebreemachet)                   |                     | 26. Dynastie                          | „Campbell’s Tomb“                                   |
| LG 97    |     | Harsiesi und Harwedj                     |                     | 26. Dynastie                          |                                                     |
|          |     | Tjaiharpata                              |                     | 30. Dynastie oder frühe Ptolemäerzeit |                                                     |
|          |     | Padibastet                               |                     | 26. Dynastie                          |                                                     |
|          |     | Ptahhardais                              |                     | 26. Dynastie                          |                                                     |

## Mykerinos-Friedhof
| Grab-Nr. | Typ      | Name des Besitzers                       | Titel des Besitzers | Entstehungszeit         | Anmerkungen |
| -------- | -------- | ---------------------------------------- | ------------------- | ----------------------- | --- |
| LG 93    | Felsgrab | Setju und dessen Frauen Pepi und Chentut |                     | 5.–6. Dynastie          | |
| MQ 1     | Felsgrab | Chuenre                                  | Königssohn          | 4. Dynastie (Mykerinos) | Chuenre war vermutlich ein Sohn von Pharao Mykerinos. Eine hier gefundene Schreiberstatue des Verstorbenen befindet sich heute im Museum of Fine Arts in Boston. |
| MQ 2     | Felsgrab | Serehu                                   |                     | 5.–6. Dynastie          | |
| MQ 3     | Felsgrab | Menkaureanch und Anchnebef               |                     | 5.–6. Dynastie          | Menkaureanch war vermutlich ein Sohn von Setju und Pepi (Grab LG 93).                                                                                            |

## Südfeld

### Frühdynastische Gräber
| Grab-Nr. | Typ            | Name des Besitzers | Titel des Besitzers | Entstehungszeit | Anmerkungen                                                                    |
| -------- | -------------- | ------------------ | ------------------- | --------------- | ------------------------------------------------------------------------------ |
|          | Ziegel-Mastaba |                    |                     | 2.–3. Dynastie  | „Covington’s Tomb“, „Mastaba T“                                                |
|          |                |                    |                     | 2.–3. Dynastie  | „Covington’s Tomb 2“                                                           |
|          | Stein-Mastaba  |                    |                     | 2.–3. Dynastie  | „Covington’s Tomb 3“                                                           |
|          |                |                    |                     | 2. Dynastie     | Genaue Position unklar, wurde in der 26. Dynastie durch eine Mastaba überbaut. |
|          | Mastaba        |                    |                     | 1. Dynastie     | „Mastaba V“; Genaue Position unklar.                                           |

### Steinbruchgräber aus dem späten Alten Reich
| Grab-Nr. | Typ      | Name des Besitzers                      | Titel des Besitzers | Entstehungszeit | Anmerkungen |
| -------- | -------- | --------------------------------------- | ------------------- | --------------- | --- |
|          | Felsgrab | Neferherenptach und dessen Frau Neferet |                     | 5.–6. Dynastie  | Türsturz und Türrolle dieses Grabes befinden sich heute im Manchester Museum. |
|          | Felsgrab | Achib                                   |                     | 5.–6. Dynastie  | Die Türrolle dieses Grabes befindet sich heute im Fitzwilliam Museum in Cambridge. |
|          | Felsgrab | Pernianch                               |                     | 5.–6. Dynastie  | Die Türrolle dieses Grabes befindet sich heute im Philadelphia Museum of Art. |
|          | Felsgrab | Redenptah und dessen Frau Iymeryt       |                     | 5.–6. Dynastie  | Zwei Scheintüren und ein Türsturz mit Türrolle befinden sich heute im Ägyptischen Museum in Kairo, ein weiterer Türsturz mit Türrolle befand sich einst in World Museum in Liverpool, ist heute aber verloren. |
|          |          | Tjenti                                  |                     | 5.–6. Dynastie  | |

### Saitische und spätere Gräber
| Grab-Nr. | Typ           | Name des Besitzers | Titel des Besitzers | Entstehungszeit | Anmerkungen |
| -------- | ------------- | ------------------ | ------------------- | --------------- | ----------- |
|          | Stein-Mastaba | Tjeri              |                     | 26. Dynastie    |             |
|          | Felsgrab      | Niwehebre          |                     | 26. Dynastie    |             |
|          | Felsgrab      | Pedesi             |                     | 26. Dynastie    |             |
|          | Felsgrab      | Tairi              |                     | 26. Dynastie    |             |

### Allgemeiner Überblick
- Abdel Moneim Abu Bakr: Excavations at Giza 1949–50. The University of Alexandria, Faculty of Arts, Kairo 1953 (Volltext als PDF; 44,7 MB).
- Silvio Curto: Gli scavi italiani a el-Ghiza (1903). Centro per le Ántichità e la storia dell’arte del Vicino Oriente, Rom 1963 (PDF; 27 MB).
- Clarence S. Fisher: The Minor Cemetery at Giza (= Eckley B. Coxe Junior expedition to Nubia. New Series, Band I). University Museum, Philadelphia 1924, OCLC 604113749 (PDF; 39 MB).
- Selim Hassan: Excavations at Giza. 10 Bände, Oxford University Press, Oxford / Kairo 1932–1960, OCLC 4904604 (Band 1: PDF; 69,2 MB, Band 2: PDF; 83,7 MB, Band 3: PDF; 68,1 MB, Band 4: PDF; 73,4 MB, Band 5: PDF; 122 MB, Band 6/1: PDF; 30,6 MB, Band 6/2, Text: PDF; 28,6 MB, Band 6/2, Tafeln: PDF; 9,7 MB, Band 6/3: PDF; 73,1 MB, Band 7: PDF; 90,9 MB, Band 8: PDF; 81,6 MB, Band 9: PDF; 57 MB, Band 10: PDF; 22,6 MB).
- Peter Jánosi: Giza in der 4. Dynastie. Die Baugeschichte und Belegung einer Nekropole des Alten Reiches. Band I: Die Mastabas der Kernfriedhöfe und die Felsgräber (= Untersuchungen der Zweigstelle Kairo des Österreichischen Archäologischen Instituts. Band XXIV / Österreichische Akademie der Wissenschaften. Denkschriften der Gesamtakademie. Band XXX). Verlag der Österreichischen Akademie der Wissenschaften, Wien 2005, ISBN 3-7001-3244-1, (PDF; 8,9 MB).
- Hermann Junker: Giza. 12 Bände, Wien 1929–1955 (Band 1: PDF; 26,1 MB, Band 2: PDF; 42,5 MB, Band 3: PDF; 36,2 MB, Band 4: PDF; 16,5 MB, Band 5: PDF; 25,8 MB, Band 6: PDF; 47,7 MB, Band 7: PDF; 90,8 MB, Band 8: PDF; 76,2 MB, Band 9: PDF; 25,9 MB, Band 10: PDF; 20,7 MB, Band 11: PDF; 28,7 MB, Band 12: PDF; 24,8 MB).
- Karl Richard Lepsius: Denkmaeler aus Aegypten und Aethiopien. 12 Tafel-Bände, 5 Textbände, Nicolaische Buchhandlung, Berlin 1849–1859 (Onlineversion).
  - Erster Textband: Unteraegypten und Memphis. (PDF; 19 MB, nur Gizeh).
  - Erste Abteilung: Topographie und Architektur. Band I. (PDF; 19 MB, nur Gizeh).
  - Zweite Abteilung: Denkmaeler des Alten Reichs. Band III. (PDF; 16,4 MB, nur Gizeh).
  - Zweite Abteilung: Denkmaeler des Alten Reichs. Band IV. (PDF; 6 MB, nur Gizeh).
  - Ergänzungsband. (PDF; 10,4 MB, nur Gizeh).
- W.M. Flinders Petrie: Gizeh and Rifeh. School of Archaeology in Egypt and Bernard Quaritch, London 1907 (Volltext als PDF; 40 MB).
- Bertha Porter, Rosalind L. B. Moss: Topographical Bibliography of Ancient Egyptian Hieroglyphic Texts, Reliefs and Paintings. III. Memphis. 2. Auflage. Oxford University Press, Oxford 1974 (PDF 30,5 MB).
- George Andrew Reisner: A History of the Giza Necropolis. Band I, Harvard University Press, Harvard 1942 (Volltext als PDF; 249,8 MB).
- Georg Steindorff, Uvo Hölscher, Alfred Grimm (Hrsg.): Die Mastabas westlich der Cheopspyramide (= Münchner Ägyptologische Untersuchungen. Band 2).  P. Lang, Frankfurt am Main / Bern / New York / Paris 1991, ISBN 3-631-40503-0 (Teil 1: Text PDF; 9,0 MB und Teil 2: Tafeln PDF; 32,5 MB).

### Zur Arbeitersiedlung
- Zahi Hawass: Giza, workmen’s community. In: Kathryn A. Bard (Hrsg.): Encyclopedia of the Archaeology of Ancient Egypt. Routledge, London 1999, ISBN 0-415-18589-0, S. 353–56.

### Werke zu einzelnen Gräbern
Giza Mastaba Series
- Dows Dunham, William Kelly Simpson: Giza Mastabas. Volume 1. The Mastaba of Queen Mersyankh III. Museum of Fine Arts, Boston 1974, ISBN 0-87846-104-3 (PDF; 30,4 MB).
- William Kelly Simpson: Giza Mastabas. Volume 2. The Mastabas of Qar and Idu. Museum of Fine Arts, Boston 1976, ISBN 0-87846-093-4 (PDF; 58,6 MB).
- William Kelly Simpson: Giza Mastabas. Volume 3. The Mastabas of Kawab, Khafkhufu I and II. Museum of Fine Arts, Boston 1978, ISBN 0-87846-120-5 (PDF; 58,8 MB).
- William Kelly Simpson: Giza Mastabas. Volume 4. Mastabas of the Western Cemetery, Part I. Museum of Fine Arts, Boston 1980, ISBN 0-87846-156-6 (PDF; 66,6 MB).
- Kent R. Weeks: Giza Mastabas. Volume 5. Mastabas of Cemetery G 6000. Museum of Fine Arts, Boston 1994, ISBN 0-87846-322-4 (PDF; 32,9 MB).
- Ann Macy Roth: Giza Mastabas. Volume 6. A Cemetery of Palace Attendants. Museum of Fine Arts, Boston 1995, ISBN 0-87846-385-2 (PDF; 56,5 MB).
- Edward Brovarski: Giza Mastabas. Volume 7. The Senedjemib Complex, Part 1. Museum of Fine Arts, Boston 2000, ISBN 0-87846-479-4 (PDF; 169 MB).
- Peter Der Manuelian: Giza Mastabas. Band 8: Mastabas of Nucleus Cemetery G 2100. Teil 1: Major Mastabas G 2100–2220. Museum of Fine Arts, Boston 2009, ISBN 978-0-87846-754-9 (PDF; 288 MB).

Weitere
- Alexander Badawy: The tomb of Nyhetep-Ptah at Giza and the tomb of ˁAnkhmˁahor at Saqqara. University of California Press, Berkeley 1978, ISBN 0-520-09575-8.
- Alexander Badawy: The tombs of Iteti, Sekhem'ankh-Ptah, and Kaemnofert at Giza. University of California Press, Berkeley 1976, ISBN 0-520-09544-8 (PDF; 45,4 MB).
- Emma Brunner-Traut: Die altägyptische Grabkammer Seschemnofers III. aus Gisa. von Zabern, Mainz 1977, ISBN 3-8053-0319-X.
- Lorenzo Dow Covington: Mastaba Mount Excavations. In:  Annales du Service des Antiquités de l’Egypte. Band 6, Kairo 1905, S. 193–218 (PDF; 0,2 MB).
- Ahmed Fakhry: Sept tombeaux à l’est de la Grande Pyramide de Guizeh. Institut français d’archéologie orientale, Kairo 1935 (PDF; 5,87 MB).
- Ingrid Gamer-Wallert: Von Giza bis Tübingen: Die bewegte Geschichte der Mastaba G 5170. Klöpfer & Meyer, Tübingen 1998, ISBN 3-931402-33-9.
- Laurel Flentye: The Decorated Elite Mastaba and Rock-Cut Tomb in the Eastern and GIS Cemeteries at Giza and Their Relationship to the Development of Art during the Fourth Dynasty. (in Vorbereitung).
- Selim Hassan: The Sphinx. Its History in the Light of Recent Excavations. Government Press, Kairo 1949. (PDF; 22,1 MB).
- Zahi Hawass: The Tombs of the Pyramid Builders – The Tomb of the Artisan Petety and his Curse. In: Gary N. Knoppers, Antoine Hirsch (Hrsg.): Egypt, Israel, and the Ancient Mediterranean World. Studies in Honor of Donald B. Redford. Brill, Leiden / Boston 2004, S. 21–39 (PDF; 8,4 MB).
- Hermann Junker: The Offering Room of Prince Kaninisut. Kunsthistorisches Museum, Wien 1931 (PDF; 3,57 MB).
- Naguib Kanawati: Tombs at Giza 1: Kaiemankh (G4561) and Seshemnefer I (G4940). Aris & Phillips, Warminster 2001, ISBN 0-85668-805-3 (PDF; 65,5 MB).
- Naguib Kanawati: Tombs at Giza 2: Seshathetep/Heti (G5150), Nesutnefer (G4970) and Seshemnefer II (G5080). Aris & Phillips, Warminster, Wiltshire 2002, ISBN 0-85668-815-0 (PDF; 81,2 MB).
- Hans Kayser: Die Mastaba des Uhemka. Ein Grab in der Wüste. Fackelträger, Hannover 1964 (PDF; 13,1 MB).
- Timothy Kendall: An Unusual Rock-Cut Tomb at Giza. In: William K. Simpson, Whitney M. Davis (Hrsg.): Studies in Ancient Egypt, the Aegean, and the Sudan. Essays in honor of Dows Dunham on the occasion of his 90th birthday, June 1, 1980. Museum of Fine Arts, Boston 1981, S. 104–114. (PDF; 2,8 MB).
- Karl Kromer: Nezlet Batran. Eine Mastaba aus dem Alten Reich bei Giseh (Ägypten). Österreichische Ausgrabungen 1981–1983 (= Untersuchungen der Zweigstelle Kairo des Österreichischen Archäologischen Instituts. Band XI). Wien 1991, ISBN 3-7001-1905-4 (PDF; 54.7 MB).
- Mark Lehner: The Pyramid Tomb of Hetep-heres and the Satellite Pyramid of Khufu (= Deutsches Archäologisches Institut Abteilung Kairo, Sonderschrift. Nr. 19). von Zabern, Mainz 1985, ISBN 3-8053-0814-0, (PDF; 55 MB).
- Peter Der Manuelian: A Dig Divided. The Giza Mastaba of Heti, G 5480 (Giza Archives Gleanings IV). In: Zahi Hawass, Peter Der Manuelian, Ramdan Hussein (Hrsg.): Perspectives on Ancient Egypt. Studies in Honor of Edward Brovarski (= Cahier des Annales du service des antiquités de l’Égypte. [CASAE] Band 40). Supreme Council of Antiquities, Kairo 2010, S. 235–272 (PDF; 7,6 MB).
- Peter Der Manuelian: On the Early History of Giza: The “Lost” Wadi Cemetery (Giza Archives Gleanings III). In: Journal of Egyptian Archaeology. Band 95, 2009, S. 105–140 (PDF; 33,9 MB).
- Karl-Heinz Priese: Die Opferkammer des Merib. Staatliche Museen zu Berlin, Hauptstadt der DDR, Ägyptisches Museum, Berlin 1984 (PDF; 15,5 MB).
- George Andrew Reisner: The Tomb of Meresankh, a Great-Granddaughter of Queen Hetep-Heres and Sneferuw (= Bulletin of the Museum of Fine Arts. Band 25). Boston 1927, S. 64–79 (PDF; 4,1 MB).
- George Andrew Reisner, William Stevenson Smith: A History of the Giza Necropolis. Band II: The Tomb of Hetep-Heres the Mother of Cheops. Harvard University Press, Harvard 1955 (PDF; 76,9 MB).
- Wolfgang Schürmann: Die Reliefs aus dem Grab des Pyramidenvorstehers Ii-Nefret. Müller, Karlsruhe 1982 (PDF; 6,8 MB).